# المملكة المتحدة في الألعاب البارالمبية الصيفية 2012
شاركت بريطانيا العظمى في الألعاب البارالمبية الصيفية 2012 في لندن، المملكة المتحدة، من 29 أغسطس إلى 9 سبتمبر 2012 بصفتها الدولة المستضيفة. تم اختيار 288 رياضياً للتنافس إلى جانب 13 عضواً آخر مثل المرشدين المبصرين. أنهت الدولة المنافسات في المركز الثالث في جدول الميداليات، خلف الصين وروسيا، حيث فازت بإجمالي 120 ميدالية؛ 34 ذهبية، 43 فضية و43 برونزية. من بين الرياضيين الذين فازوا بعدة ميداليات كانت قائدة الدراجات سارة ستوري والرياضي على الكرسي المتحرك ديفيد وير، حيث حقق كل منهما أربع ميداليات ذهبية، والسباحة ستيفاني ميلوارد التي فازت بخمس ميداليات. كما أصبحت ستوري الرياضية البريطانية الأكثر فوزًا بالميداليات، بمجموع 22 ميدالية، والأكثر فوزًا بالميداليات الذهبية، بمجموع 11 ميدالية، في تاريخ الألعاب البارالمبية.
لتخليد إنجازات كل حاصل على الميدالية الذهبية في الألعاب الأولمبية والبارالمبية لعام 2012، قام البريد الملكي البريطاني بطلاء صندوق بريد باللون الذهبي، عادةً في مسقط رأس الرياضي.

## اسم الفريق

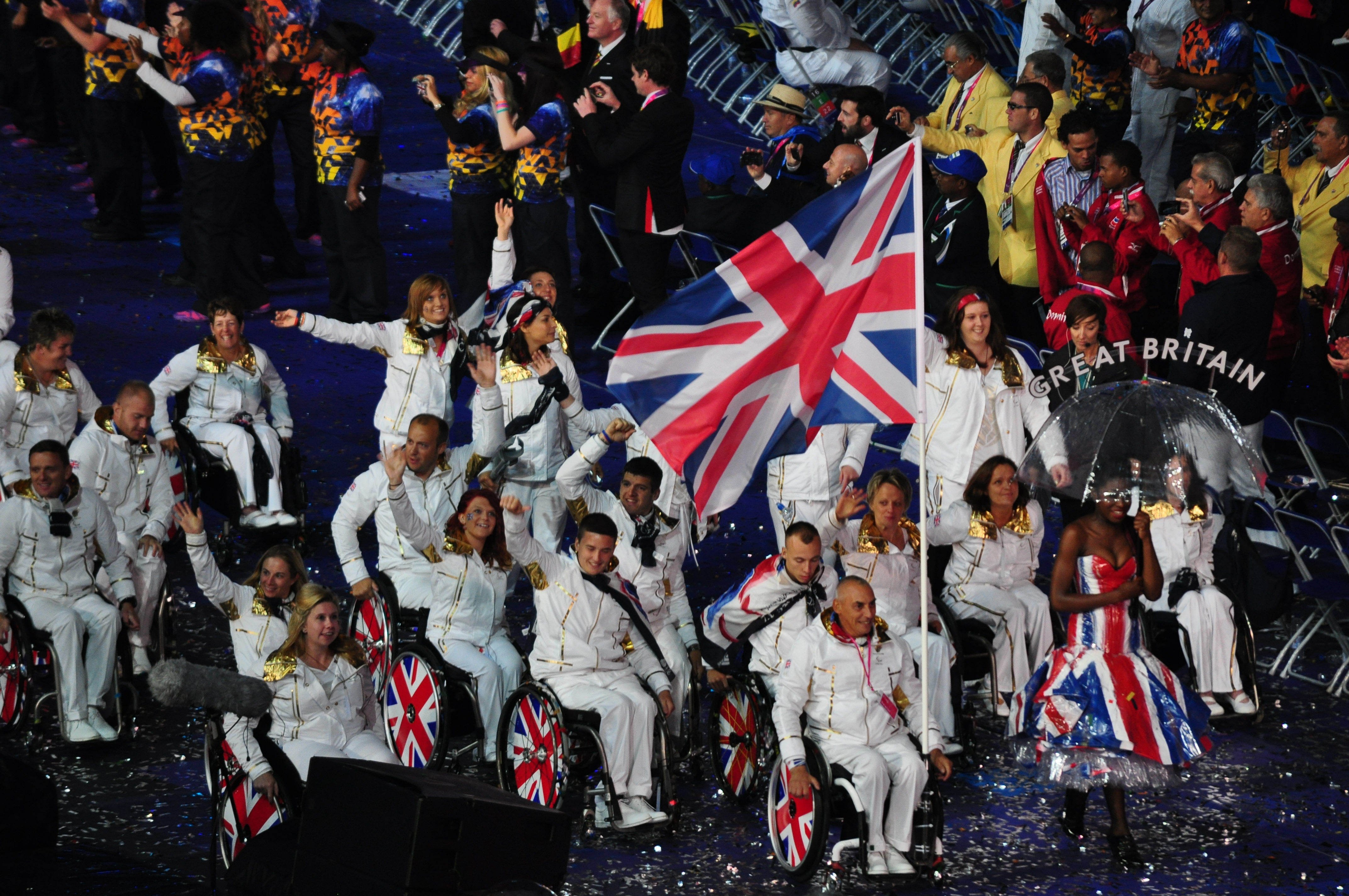
الرياضيون يدخلون الاستاد خلال حفل الافتتاح، بقيادة حامل العلم بيتر نورفولك.

على الرغم من أن الفريق يتكون من رياضيين من جميع أنحاء المملكة المتحدة، إلا أنهم يتنافسون تحت اسم بريطانيا العظمى، وهو الاسم الذي تم تخصيصه لأول مرة بواسطة اللجنة الأولمبية الدولية (IOC) لدورة الألعاب الأولمبية الصيفية 1908 بالإضافة إلى رمز الدولة "GBR"، ولاحقًا استخدمته اللجنة البارالمبية الدولية لـ ألعاب بارالمبية. يُشير إلى الفريق أيضًا باسم "ParalympicsGB". أعرب ممثلو حكومة أيرلندا الشمالية المنحلة عن اعتراضهم على هذا الاسم، بحجة أنه يخلق انطباعًا بأن أيرلندا الشمالية ليست جزءًا من الفريق البريطاني، ودعوا إلى إعادة تسمية الفريق ليصبح فريق المملكة المتحدة.

## الفائزون بالميداليات
كل فائز بالميدالية الذهبية حصل على صندوق بريد مطلي بالذهب من قبل البريد الملكي البريطاني تقديراً لإنجازهم، وعادةً ما يكون موجوداً في مسقط رأسهم. كما تم إصدار طابع من الدرجة الأولى يحمل صورة كل فرد أو فريق فائز بالميدالية الذهبية.
فاز المتسابقون البريطانيون الآتي ذكرهم بميداليات في الألعاب. في الأقسام المفصلة حسب الرياضة أدناه، تُكتب أسماء الحائزين على الميداليات بالخط العريض.
| الميداليات حسب الرياضة | الميداليات حسب الرياضة | الميداليات حسب الرياضة | الميداليات حسب الرياضة | الميداليات حسب الرياضة |
| ---------------------- | ---------------------- | ---------------------- | ---------------------- | ---------------------- |
| الرياضة                | ميدالية ذهبية          | ميدالية فضية           | ميدالية برونزية        | المجموع                |
| ألعاب القوى            | 11                     | 7                      | 11                     | 29                     |
| ركوب الدراجات          | 8                      | 9                      | 5                      | 22                     |
| السباحة                | 7                      | 16                     | 16                     | 39                     |
| الفروسية               | 5                      | 5                      | 1                      | 11                     |
| الرماية                | 1                      | 1                      | 0                      | 2                      |
| الإبحار                | 1                      | 0                      | 1                      | 2                      |
| التجديف                | 1                      | 0                      | 0                      | 1                      |
| الرماية                | 0                      | 1                      | 2                      | 3                      |
| تنس الطاولة            | 0                      | 1                      | 3                      | 4                      |
| الجودو                 | 0                      | 1                      | 1                      | 2                      |
| تنس الكراسي المتحركة   | 0                      | 1                      | 1                      | 2                      |
| البوتشيا               | 0                      | 1                      | 1                      | 2                      |
| رفع الأثقال            | 0                      | 0                      | 1                      | 1                      |
| المجموع                | 34                     | 43                     | 43                     | 120                    |

| الميداليات حسب التاريخ | الميداليات حسب التاريخ | الميداليات حسب التاريخ | الميداليات حسب التاريخ | الميداليات حسب التاريخ | الميداليات حسب التاريخ |
| ---------------------- | ---------------------- | ---------------------- | ---------------------- | ---------------------- | ---------------------- |
| اليوم                  | التاريخ                |                        |                        |                        | الإجمالي               |
| 1                      | 30 غشت                 | 2                      | 3                      | 2                      | 7                      |
| 2                      | 31 غشت                 | 2                      | 8                      | 3                      | 13                     |
| 3                      | 1 شتنبر                | 5                      | 5                      | 6                      | 16                     |
| 4                      | 2 شتنبر                | 7                      | 8                      | 3                      | 18                     |
| 5                      | 3 شتنبر                | 3                      | 1                      | 5                      | 9                      |
| 6                      | 4 شتنبر                | 4                      | 5                      | 7                      | 16                     |
| 7                      | 5 شتنبر                | 2                      | 6                      | 5                      | 13                     |
| 8                      | 6 شتنبر                | 6                      | 3                      | 7                      | 16                     |
| 9                      | 7 شتنبر                | 1                      | 1                      | 4                      | 6                      |
| 10                     | 8 شتنبر                | 1                      | 2                      | 1                      | 4                      |
| 11                     | 9 شتنبر                | 1                      | 1                      | 0                      | 2                      |
| المجموع                | المجموع                | 34                     | 43                     | 43                     | 120                    |

| ميدالية | الاسم                                                                    | الرياضة              | الحدث                                     | التاريخ  |
| ------- | ------------------------------------------------------------------------ | -------------------- | ----------------------------------------- | -------- |
| ذهبية   | سارة ستوري                                                               | الدراجات             | سباق المطاردة الفردي للسيدات C5           | 30 أغسطس |
| ذهبية   | جوناثان فوكس                                                             | السباحة              | سباق ظهر 100 متر للرجال S7                | 30 أغسطس |
| ذهبية   | مارك كولبورن                                                             | الدراجات             | سباق المطاردة الفردي للرجال C1            | 31 أغسطس |
| ذهبية   | هانا كوكروفت                                                             | ألعاب القوى          | سباق 100 متر للسيدات T34                  | 31 أغسطس |
| ذهبية   | نيل فاشي بارني ستوري (الطيار)                                            | الدراجات             | سباق ضد الساعة 1 كم للرجال B              | 1 سبتمبر |
| ذهبية   | ريتشارد وايتهيد                                                          | ألعاب القوى          | سباق 200 متر للرجال T42                   | 1 سبتمبر |
| ذهبية   | ناتاشا بيكر على Cabral                                                   | الفروسية             | اختبار بطولة الفردي الدرجة الثانية        | 1 سبتمبر |
| ذهبية   | سارة ستوري                                                               | الدراجات             | سباق ضد الساعة 500 متر للسيدات C4-5       | 1 سبتمبر |
| ذهبية   | إلينور سيموندز                                                           | سباحة                | 400 متر حرة للسيدات S6                    | 1 سبتمبر |
| ذهبية   | بام ريلث نايومي ريتشز ديفيد سميث جيمس رو ليلي فان دن برويك (وقائد الدفة) | تجديف                | أربعة زوارق مختلطة مع قائد الدفة LTAMix4+ | 2 سبتمبر |
| ذهبية   | أليد ديفيس                                                               | ألعاب القوى          | رمي القرص للرجال F42                      | 2 سبتمبر |
| ذهبية   | أنطوني كابس كريغ ماكلين (ربان)                                           | ركوب الدراجات        | سباق السرعة الفردي للرجال B               | 2 سبتمبر |
| ذهبية   | جيسيكا-جين أبليغيت                                                       | سباحة                | 200 متر حرة للسيدات S14                   | 2 سبتمبر |
| ذهبية   | صوفي كريستيانسن على Janeiro 6                                            | الفروسية             | اختبار البطولة الفردية الدرجة Ia          | 2 سبتمبر |
| ذهبية   | صوفي كريستيانسن ديبورا كريدل لي بيرسون (فارس سباق) صوفي ويلز             | الفروسية             | بطولة الفرق                               | 2 سبتمبر |
| ذهبية   | ديفيد وير                                                                | ألعاب القوى          | 5000 متر رجال T54                         | 2 سبتمبر |
| ذهبية   | ناتاشا بيكر على كابرال                                                   | الفروسية             | اختبار حرة فردي درجة II                   | 3 سبتمبر |
| ذهبية   | إليانور سيموندز                                                          | السباحة              | سباق فردي متنوع للسيدات 200 متر SM6       | 3 سبتمبر |
| ذهبية   | ميكي بوشيل                                                               | ألعاب القوى          | سباق 100 متر للرجال T53                   | 3 سبتمبر |
| ذهبية   | دانيل براون                                                              | الرماية              | مسابقة فردي للسيدات المركب مفتوح          | 4 سبتمبر |
| ذهبية   | هيذر فريدريكسن                                                           | السباحة              | سباق 100 متر ظهر للسيدات S8               | 4 سبتمبر |
| ذهبية   | صوفي كريستيانسن على جانيرو 6                                             | الفروسية             | اختبار حرة فردي درجة Ia                   | 4 سبتمبر |
| ذهبية   | ديفيد وير                                                                | ألعاب القوى          | سباق 1500 متر للرجال T54                  | 4 سبتمبر |
| ذهبية   | سارة ستورى                                                               | الدراجات             | سباق الزمن للسيدات C5                     | 5 سبتمبر |
| ذهبية   | أوليفر هايند                                                             | السباحة              | 200 متر فردي متنوع للرجال SM8             | 5 سبتمبر |
| ذهبية   | هيلينا لوكاس                                                             | الإبحار              | 2.4 متر – قارب فردي كييلبوت               | 6 سبتمبر |
| ذهبية   | سارة ستورى                                                               | ركوب الدراجات        | سباق الطريق للسيدات C4-5                  | 6 سبتمبر |
| ذهبية   | جوزيف كريج                                                               | السباحة              | 400 متر حرة للرجال S7                     | 6 سبتمبر |
| ذهبية   | هانا كوكروفت                                                             | ألعاب القوى          | 200 متر للسيدات T34                       | 6 سبتمبر |
| ذهبية   | ديفيد وير                                                                | ألعاب القوى          | 800 متر للرجال T54                        | 6 سبتمبر |
| ذهبية   | جوني بيكوك                                                               | ألعاب القوى          | 100 متر للرجال T44                        | 6 سبتمبر |
| ذهبية   | جوسي بيرسون                                                              | ألعاب القوى          | رمي القرص للسيدات F51/52/53               | 7 سبتمبر |
| ذهبية   | ديفيد ستون                                                               | الدراجات الهوائية    | سباق الطريق المختلط T1-2                  | 8 سبتمبر |
| ذهبية   | ديفيد وير                                                                | ألعاب القوى          | ماراثون الرجال T54                        | 9 سبتمبر |
| فضية    | مارك كولبورن                                                             | الدراجات الهوائية    | سباق الزمن للرجال 1 كم C1-2-3             | 30 أغسطس |
| فضية    | نايري كيندريد                                                            | السباحة              | سباق الظهر للسيدات 100 متر S6             | 30 أغسطس |
| فضية    | هاناه راسل                                                               | السباحة              | سباق السباحة الحرة للسيدات 400 متر S12    | 30 أغسطس |
| فضية    | أيلين ماكجلين هيلين سكوت (الطيار)                                        | الدراجات الهوائية    | سباق الزمن للسيدات 1 كم B                 | 31 أغسطس |
| فضية    | جون-ألان باتروورث                                                        | الدراجات الهوائية    | سباق الزمن للرجال 1 كم C4-5               | 31 أغسطس |
| فضية    | شون مكيوان                                                               | الدراجات الهوائية    | المطاردة الفردية للرجال C3                | 31 أغسطس |
| فضية    | أوليفر هايند                                                             | السباحة              | 400 متر حرة رجال S8                       | 31 أغسطس |
| فضية    | هيذر فريدريكسن                                                           | السباحة              | 400 متر حرة سيدات S8                      | 31 أغسطس |
| فضية    | جيمس كريسب                                                               | السباحة              | 100 متر ظهر رجال S9                       | 31 أغسطس |
| فضية    | ستيفاني ميلوارد                                                          | السباحة              | 100 متر ظهر سيدات S9                      | 31 أغسطس |
| فضية    | آرون مورز                                                                | السباحة              | 100 متر ظهر رجال S14                      | 31 أغسطس |
| فضية    | جون-آلان باتروورث                                                        | ركوب الدراجات        | المطاردة الفردية رجال C5                  | 1 سبتمبر |
| فضية    | لي بيرسون على جنتلمان                                                    | الفروسية             | اختبار البطولة الفردي الفئة Ib            | 1 سبتمبر |
| فضية    | مات سكلهون                                                               | الرماية              | R3 مختلط – 10 متر بندقية هواء مضطجع SH1   | 1 سبتمبر |
| فضية    | كلير كاشمور                                                              | السباحة              | سباق 100 متر صدر للسيدات SB8              | 1 سبتمبر |
| فضية    | سام إنجرام                                                               | الجودو               | فئة الرجال –90 كجم                        | 1 سبتمبر |
| فضية    | صوفي ويلز على بينوكيو                                                    | الفروسية             | اختبار البطولة الفردي، المستوى الرابع     | 2 سبتمبر |
| فضية    | ستيفاني ريد                                                              | ألعاب القوى          | الوثب الطويل للسيدات فئة F42/44           | 2 سبتمبر |
| فضية    | نيل فاشي بارني ستوري (طيار)                                              | ركوب الدراجات        | سباق السرعة الفردي للرجال فئة B           | 2 سبتمبر |
| فضية    | ديبورا كريدل على LJT أكيلس                                               | الفروسية             | اختبار البطولة الفردي، المستوى الثالث     | 2 سبتمبر |
| فضية    | جون-ألان باتروورث دارين كيني ريك وادون                                   | ركوب الدراجات        | سباق السرعة المختلط للفرق فئة C1-5        | 2 سبتمبر |
| فضية    | ويل بيلي                                                                 | تنس الطاولة          | فردي الرجال الفئة 7                       | 2 سبتمبر |
| فضية    | غريم بالارد                                                              | ألعاب القوى          | 100 متر رجال T36                          | 2 سبتمبر |
| فضية    | ليبي كليغ ميكايل هاغنز (المرشد)                                          | ألعاب القوى          | 100 متر سيدات T12                         | 2 سبتمبر |
| فضية    | ساشا كيندريد                                                             | السباحة              | 200 متر فردي متنوع رجال SM6               | 3 سبتمبر |
| فضية    | صوفي ويلز على بينوكيو                                                    | الفروسية             | الاختبار الفردي الحر فئة IV               | 4 سبتمبر |
| فضية    | ديبورا كريدل على LJT أكيليس                                              | الفروسية             | الاختبار الفردي الحر فئة III              | 4 سبتمبر |
| فضية    | ميل كلارك                                                                | الرماية              | فردي السيدات المركب المفتوح               | 4 سبتمبر |
| فضية    | ستيفاني ميلوارد                                                          | السباحة              | 400 متر حرة سيدات S9                      | 4 سبتمبر |
| فضية    | بول بلاك                                                                 | ألعاب القوى          | 400 متر رجال T36                          | 4 سبتمبر |
| فضية    | مارك كولبورن                                                             | ركوب الدراجات        | سباق الزمن للرجال C1                      | 5 سبتمبر |
| فضية    | كارين دارك                                                               | ركوب الدراجات        | سباق الزمن للسيدات H1-2                   | 5 سبتمبر |
| فضية    | آندي لابثورن بيتر نورفولك                                                | تنس الكراسي المتحركة | الزوجي للرباعي                            | 5 سبتمبر |
| فضية    | شارلوت هينشو                                                             | السباحة              | 100 متر صدر للسيدات SB6                   | 5 سبتمبر |
| فضية    | لويز واتكين                                                              | السباحة              | 50 متر حرة للسيدات S9                     | 5 سبتمبر |
| فضية    | بيثي وودوارد                                                             | ألعاب القوى          | 200 متر سيدات T37                         | 5 سبتمبر |
| فضية    | ستيفاني ميلوارد                                                          | السباحة              | الفردي المتنوع 200 م سيدات SM9            | 6 سبتمبر |
| فضية    | هيذر فريدريكسن                                                           | السباحة              | سباحة حرة 100 م سيدات S8                  | 6 سبتمبر |
| فضية    | دان جريفز                                                                | ألعاب القوى          | رمي القرص رجال F44                        | 6 سبتمبر |
| فضية    | كلير كاشمور هيذر فريدريكسن ستيفاني ميلوارد لويز واتكين                   | السباحة              | التتابع المتنوع 4 × 100 م سيدات 34 نقطة   | 7 سبتمبر |
| فضية    | ديفيد سميث                                                               | البوتشا              | فردي مختلط BC1                            | 8 سبتمبر |
| فضية    | إلينور سيموندس                                                           | السباحة              | سباحة حرة 100 م سيدات S6                  | 8 سبتمبر |
| فضية    | شيللي وودز                                                               | ألعاب القوى          | ماراثون سيدات T54                         | 9 سبتمبر |
| برونزية | بن كويلتر                                                                | الجودو               | رجال –60 كغم                              | 30 أغسطس |
| برونزية | زوي نيوسون                                                               | رفع الأثقال          | سيدات –40 كغم                             | 30 أغسطس |
| برونزية | أليد ديفيز                                                               | ألعاب القوى          | رجال رمي القرص F42–44                     | 31 أغسطس |
| برونزية | دارين كيني                                                               | ركوب الدراجات        | مطاردة فردية رجال C3                      | 31 أغسطس |
| برونزية | سام هايد                                                                 | السباحة              | سباق 400 متر حرة رجال S8                  | 31 أغسطس |
| برونزية | جيمس بيفيس                                                               | الرماية              | مختلط R5–10 متر بندقية هوائية SH2         | 1 سبتمبر |
| برونزية | جيما بريسكوت                                                             | ألعاب القوى          | سيدات رمي الصولجان F31/32/51              | 1 سبتمبر |
| برونزية | روب وماك                                                                 | ألعاب القوى          | رجال رمي القرص F54/55/56                  | 1 سبتمبر |
| برونزية | كلير ويليامز                                                             | ألعاب القوى          | رمي القرص للسيدات F11/12                  | 1 سبتمبر |
| برونزية | جودي كاندي                                                               | ركوب الدراجات        | المطاردة الفردية للرجال C4                | 1 سبتمبر |
| برونزية | ماثيو ووروود                                                             | السباحة              | 400 متر حرة للرجال S6                     | 1 سبتمبر |
| برونزية | أيلين ماكغلين هيلين سكوت (قائدة)                                         | ركوب الدراجات        | المطاردة الفردية للسيدات B                | 2 سبتمبر |
| برونزية | هانا راسل                                                                | السباحة              | 100 متر فراشة للسيدات S12                 | 2 سبتمبر |
| برونزية | جيمس كليج                                                                | السباحة              | 100 متر فراشة للرجال S12                  | 2 سبتمبر |
| برونزية | بول ديفيز                                                                | تنس الطاولة          | فردي الرجال فئة 1                         | 3 سبتمبر |
| برونزية | لي بيرسون على جنتلمان                                                    | الفروسية             | اختبار الفريستايل الفردي الدرجة Ib        | 3 سبتمبر |
| برونزية | ناتالي جونز                                                              | السباحة              | سباق 200 متر فردي متنوع للسيدات SM6       | 3 سبتمبر |
| برونزية | سوزي رودجرز                                                              | السباحة              | سباق 100 متر حرة للسيدات S7               | 3 سبتمبر |
| برونزية | كلير كاشمور ستيفاني ميلوارد سوزي رودجرز لويز واتكين                      | السباحة              | تتابع 4 × 100 متر حرة للسيدات 34 نقطة     | 3 سبتمبر |
| برونزية | مات سكيلهون                                                              | الرماية              | البندقية الرقود المختلط R6–50 متر SH1     | 4 سبتمبر |
| برونزية | دان بنتلي نايجل موري زوي روبنسون ديفيد سميث                              | البوتشيا             | الفريق المختلط BC1-2                      | 4 سبتمبر |
| برونزية | أوليفر هايند                                                             | السباحة              | سباق الظهر 100 متر للرجال S8              | 4 سبتمبر |
| برونزية | إليانور سيموندز                                                          | السباحة              | سباق 50 متر حرة للسيدات فئة S6            | 4 سبتمبر |
| برونزية | ديفيد ديفاين                                                             | ألعاب القوى          | سباق 1500 متر رجال فئة T13                | 4 سبتمبر |
| برونزية | ماثيو والكر                                                              | السباحة              | سباق 50 متر حرة للرجال فئة S7             | 4 سبتمبر |
| برونزية | أوليفيا برين كاترينا هارت جيني ماكلوكين بثي وودوارد                      | ألعاب القوى          | تتابع 4 × 100 متر للسيدات فئة T35–38      | 4 سبتمبر |
| برونزية | ديفيد ستون                                                               | ركوب الدراجات        | سباق الزمن المختلط فئة T1-2               | 5 سبتمبر |
| برونزية | روبرت ويلبورن                                                            | السباحة              | سباق 400 متر حرة للرجال فئة S10           | 5 سبتمبر |
| برونزية | هانا راسل                                                                | السباحة              | سباق 100 متر ظهر للسيدات فئة S12          | 5 سبتمبر |
| برونزية | ليز جونسون                                                               | سباحة                | سباق 100 متر صدر سيدات SB6                | 5 سبتمبر |
| برونزية | ديفيد ديفاين                                                             | ألعاب القوى          | سباق 800 متر رجال T12                     | 5 سبتمبر |
| برونزية | بفرلي جونز                                                               | ألعاب القوى          | رمي القرص سيدات F37                       | 6 سبتمبر |
| برونزية | نيكي بيريل أليكس ريكهام                                                  | إبحار                | SKUD 18 – قارب ذو عارضة لشخصين            | 6 سبتمبر |
| برونزية | لويز واتكين                                                              | سباحة                | 200 متر متنوع فردي سيدات SM9              | 6 سبتمبر |
| برونزية | سوزي رودجرز                                                              | سباحة                | 400 متر سباحة حرة سيدات S7                | 6 سبتمبر |
| برونزية | بن راشجروف                                                               | ألعاب القوى          | سباق 200 متر رجال T36                     | 6 سبتمبر |
| برونزية | بول بليك                                                                 | ألعاب القوى          | 800 متر رجال T36                          | 6 سبتمبر |
| برونزية | أولا أبيدوغون                                                            | ألعاب القوى          | 100 متر رجال T46                          | 6 سبتمبر |
| برونزية | راشيل موريس                                                              | الدراجات             | سباق الطريق للسيدات H1-3                  | 7 سبتمبر |
| برونزية | لوسي شوكر جوردان وايلي                                                   | تنس الكراسي المتحركة | الزوجي للسيدات                            | 7 سبتمبر |
| برونزية | جين كامبل سارا هيد                                                       | تنس الطاولة          | فرق السيدات فئة 1–3                       | 7 سبتمبر |
| برونزية | ويل بايلي آرون ماكيبين روس ويلسون                                        | تنس الطاولة          | فرق الرجال فئة 6–8                        | 7 سبتمبر |
| برونزية | هارييت لي                                                                | السباحة              | 100 متر سباحة صدر للسيدات SB9             | 8 سبتمبر |

### الحاصلون على عدة ميداليات

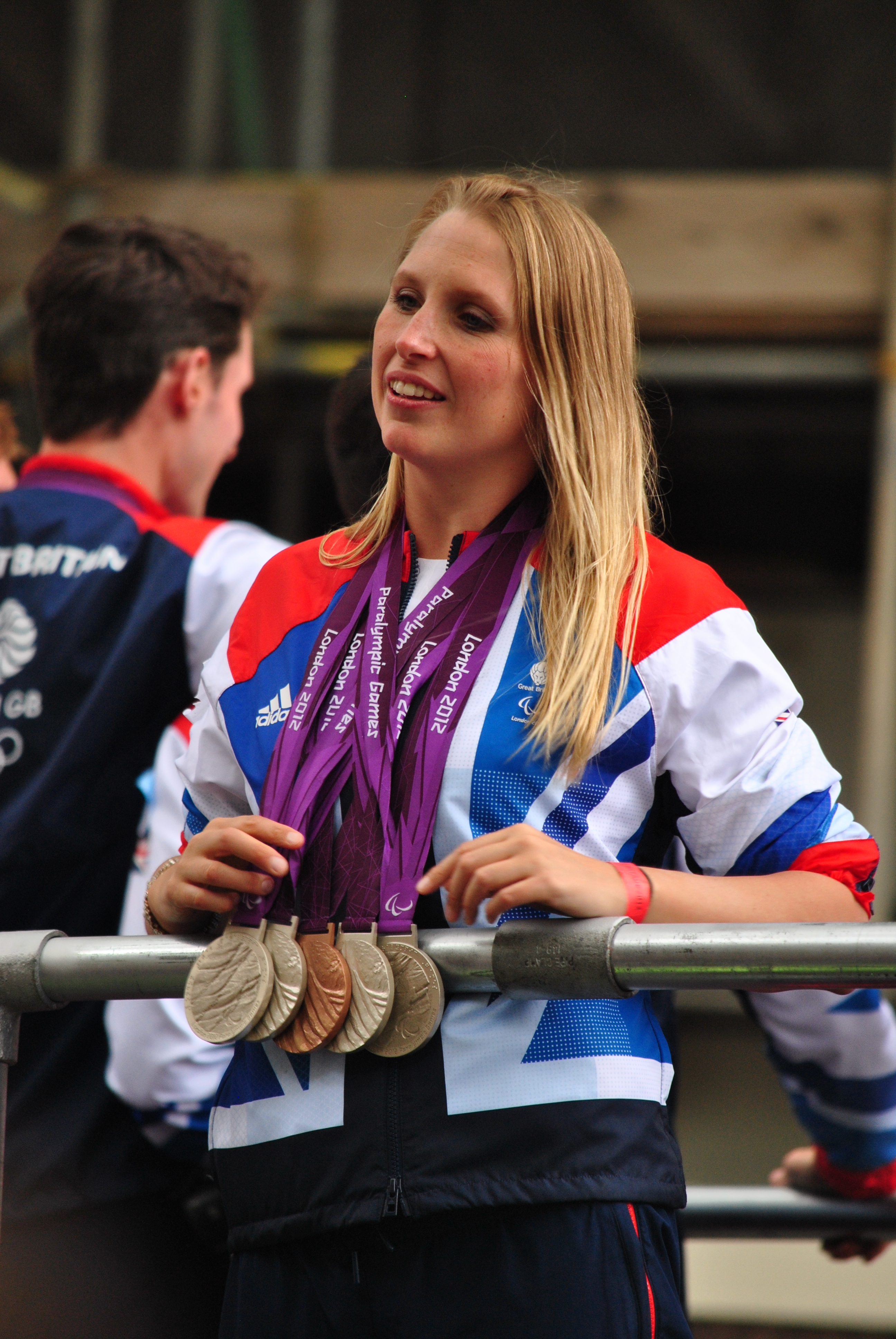
ستيفاني ميلوارد حصلت على أربع ميداليات فضية وبرونزية واحدة في مسابقات السباحة.

المنافسون من منتخب بريطانيا العظمى للبارالمبياد الذين حصلوا على عدة ميداليات في دورة الألعاب البارالمبية 2012.
| الاسم                           | الميدالية                           | الرياضة           | الحدث | التاريخ                                      |
| ------------------------------- | ----------------------------------- | ----------------- | --- | -------------------------------------------- |
| سارة ستورى                      | ذهبية · ذهبية · ذهبية · ذهبية ·     | دراجات            | مطاردة فردية للسيدات C5 سباق ضد الزمن 500 م للسيدات C4-5 سباق ضد الزمن للسيدات C5 سباق الطريق للسيدات C4-5                                                   | 30 أغسطس 1 سبتمبر 5 سبتمبر 6 سبتمبر          |
| ديفيد وير                       | ذهبية · ذهبية · ذهبية · ذهبية       | ألعاب القوى       | 5000 م رجال T54 1500 م رجال T54 800 م رجال T54 ماراثون رجال T54                                                                                              | 2 سبتمبر 4 سبتمبر 6 سبتمبر 9 سبتمبر          |
| صوفي كريستيانسن                 | ذهبية · ذهبية · ذهبية               | فروسية            | بطولة الفرق اختبار بطولة فردي الدرجة Ia اختبار حرة فردي الدرجة Ia                                                                                            | 2 سبتمبر 4 سبتمبر                            |
| إلينور سيموندز                  | ذهبية · ذهبية · فضية · برونزية      | سباحة             | 400 م حرة للسيدات S6 200 م فردي متنوع للسيدات SM6 100 م حرة للسيدات S6 50 م حرة للسيدات S6                                                                   | 1 سبتمبر 3 سبتمبر 8 سبتمبر 4 سبتمبر          |
| ناتاشا بيكر                     | ذهبية · ذهبية                       | الفروسية          | اختبار البطولة الفردي الدرجة الثانية اختبار الفردي للحرية في الأسلوب الدرجة الثانية                                                                          | 1 سبتمبر 3 سبتمبر                            |
| هانا كوكروفت                    | ذهبية · ذهبية                       | ألعاب القوى       | 100 متر سيدات T34 200 متر سيدات T34 | 31 أغسطس 6 سبتمبر                            |
| هيذر فريدريكسن                  | ذهبية · فضية · فضية · فضية          | السباحة           | ظهرة 100 متر سيدات S8 حرة 400 متر سيدات S8 حرة 100 متر سيدات S8 التتابع المتنوع 4 × 100 متر 34 نقطة سيدات                                                    | 4 سبتمبر 31 أغسطس 6 سبتمبر 7 سبتمبر          |
| صوفي ويلز                       | ذهبية · فضية · فضية                 | الفروسية          | بطولة الفرق اختبار البطولة الفردي الدرجة الرابعة اختبار الفردي للحرية في الأسلوب الدرجة الرابعة                                                              | 2 سبتمبر 4 سبتمبر                            |
| ديبورا كريدل                    | ذهبية · فضية · فضية                 | الفروسية          | بطولة الفرق اختبار البطولة الفردي الدرجة الثالثة اختبار الفردي للحرية في الأسلوب الدرجة الثالثة                                                              | 2 سبتمبر 4 سبتمبر                            |
| مارك كولبورن                    | ذهبية · فضية · فضية                 | ركوب الدراجات     | مطاردة فردية رجال C1 سباق زمني 1 كم رجال C1-2-3 سباق زمني رجال C1                                                                                            | 31 أغسطس 30 أغسطس 5 سبتمبر                   |
| أوليفر هايند                    | ذهبية · فضية · برونزية              | سباحة             | سباق 200 متر ميدلي فردي رجال SM8 سباق 400 متر حر رجال S8 سباق 100 متر ظهر رجال S8                                                                            | 5 سبتمبر 31 أغسطس 4 سبتمبر                   |
| لي بيرسون                       | ذهبية · فضية · برونزية              | الفروسية          | بطولة الفرق اختبار فردي درجة Ib اختبار حر فردي درجة Ib | 2 سبتمبر 1 سبتمبر 3 سبتمبر                   |
| نيل فاتشي بارني ستوري (الطيار)  | ذهبية · فضية                        | ركوب الدراجات     | سباق زمني 1 كم رجال B سباق فردي سريع رجال B | 1 سبتمبر 2 سبتمبر                            |
| أليد ديفيز                      | ذهبية · برونزية                     | ألعاب القوى       | رمي القرص رجال F42 رمي الجلة رجال F42–44 | 2 سبتمبر 31 أغسطس                            |
| ديفيد ستون                      | ذهبية · برونزية                     | ركوب الدراجات     | سباق الطريق المختلط T1-2 سباق ضد الزمن المختلط T1-2 | 8 سبتمبر 5 سبتمبر                            |
| ستيفاني ميلوارد                 | فضية · فضية · فضية · فضية · برونزية | السباحة           | 100 متر سباحة ظهر سيدات S9 400 متر سباحة حرة سيدات S9 200 متر فردي متنوع سيدات SM9 تتابع متنوع 4 × 100 متر سيدات 34 نقطة تتابع حرة 4 × 100 متر سيدات 34 نقطة | 31 أغسطس 4 سبتمبر 6 سبتمبر 7 سبتمبر 3 سبتمبر |
| جون-ألان باتروورث               | فضية · فضية · فضية                  | ركوب الدراجات     | سباق 1 كم ضد الزمن رجال C4-5 المطاردة الفردية للرجال C5 تتابع السرعة المختلط C1-5                                                                            | 31 أغسطس 1 سبتمبر 2 سبتمبر                   |
| لويس واتكين                     | فضية · فضية · برونزية · برونزية     | السباحة           | 50 متر سباحة حرة سيدات S9 تتابع متنوع 4 × 100 متر سيدات 34 نقطة تتابع حرة 4 × 100 متر سيدات 34 نقطة 200 متر فردي متنوع سيدات SM9                             | 5 سبتمبر 7 سبتمبر 3 سبتمبر 6 سبتمبر          |
| كلير كاشمور                     | فضية · فضية · برونزية               | السباحة           | 100 متر صدر للسيدات SB8 سباق تتابع متنوع 4 × 100 متر للسيدات 34 نقطة سباق تتابع حر 4 × 100 متر للسيدات 34 نقطة                                               | 1 سبتمبر 7 سبتمبر 3 سبتمبر                   |
| هانا راسل                       | فضية · برونزية · برونزية            | السباحة           | 400 متر حرة للسيدات S12 100 متر فراشة للسيدات S12 100 متر ظهر للسيدات S12                                                                                    | 30 أغسطس 2 سبتمبر 5 سبتمبر                   |
| ويل بيلي                        | فضية · برونزية                      | تنس الطاولة       | الفئة الفردية للرجال 7 فريق الرجال الفئة 6–8 | 2 سبتمبر 7 سبتمبر                            |
| بول بليك                        | فضية · برونزية                      | رياضة ألعاب القوى | 400 متر للرجال T36 800 متر للرجال T36 | 4 سبتمبر 6 سبتمبر                            |
| دارين كيني                      | فضية · برونزية                      | ركوب الدراجات     | سباق السرعة المختلط للفريق C1-5 السعي الفردي للرجال C3 | 31 أغسطس 2 سبتمبر                            |
| آيلين مكجلين هيلين سكوت (قائدة) | فضية · برونزية                      | ركوب الدراجات     | سباق الزمن للسيدات 1 كم B المطاردة الفردية للسيدات B | 31 أغسطس 2 سبتمبر                            |
| مات سكيلهون                     | فضية · برونزية                      | الرماية           | مختلط R3–10 م بندقية هواء وضع الانبطاح SH1 مختلط R6–50 م بندقية وضع الانبطاح SH1                                                                             | 1 سبتمبر 4 سبتمبر                            |
| ديفيد سميث                      | فضية · برونزية                      | بوتشيا            | فردي مختلط BC1 فريق مختلط BC1-2 | 8 سبتمبر 4 سبتمبر                            |
| بيثي وودوارد                    | فضية · برونزية                      | ألعاب القوى       | 200 م للسيدات T37 تتابع 4 × 100 م للسيدات T35–38 | 5 سبتمبر 4 سبتمبر                            |
| سوزي رودجرز                     | برونزية · برونزية · برونزية         | السباحة           | 100 م حرة للسيدات S7 تتابع 4 × 100 م حرة للسيدات 34 نقطة 400 م حرة للسيدات S7                                                                                | 3 سبتمبر 3 سبتمبر 6 سبتمبر                   |
| ديفيد ديفاين                    | برونزية · برونزية                   | ألعاب القوى       | 1500 م للرجال T13 800 م للرجال T12 | 4 سبتمبر 5 سبتمبر                            |

UK Sport، الجهة المسؤولة عن توزيع تمويل اليانصيب الوطني للرياضة النخبوية، حدَّدت للفريق البريطاني هدف الفوز بـ 103 ميداليات على الأقل في 12 رياضة مختلفة. كان الهدف ميدالية واحدة أكثر مما حققه الفريق في الألعاب البارالمبية الصيفية 2008 في بكين. بالإضافة إلى ذلك، أرادت UK Sport من الفريق الحفاظ على المركز الثاني في جدول الميداليات كما كان في بكين.

## الرماية بالقوس والسهم
في 9 سبتمبر 2011، ضمنَت بريطانيا العظمى سبعة أماكن في بطولة ستوك ماندفيل الدولية، بالإضافة إلى الستة التي كانت لديهم بالفعل. شارك عشرون راميًا بريطانيًا في عملية اختيار من مرحلتين لتحديد الفريق النهائي المؤلف من ثلاثة عشر.
في فئة الفردي السيدات المركب المفتوح، دانيلا براون هزمت ميل كلارك بالسهم الأخير في المباراة النهائية كل-بريطانية لتحتفظ باللقب الذي فازت به في عام 2008. لم يتقدم أي من الرماة البريطانيين الآخرين بعد ربع النهائي في الأحداث الفردية، على الرغم من أن كيني ألين سجل رقماً قياسياً جديداً في الألعاب البارالمبية في جولات التصنيف لفئة الرجال الفردي القوس المنحنى. انتهى فريق الرجال في المركز الرابع بعد وصوله إلى نهائي الميدالية البرونزية حيث خسر أمام الصين.
رجال
| الرياضي                         | الفعالية                  | الجولة الترتيبية  | الجولة الترتيبية | دور الـ32                           | دور الـ16                             | ربع النهائي                            | نصف النهائي                              | النهائي                         | النهائي  |
| الرياضي                         | الفعالية                  | النقاط            | التصنيف          | نتيجة الخصم                         | نتيجة الخصم                           | نتيجة الخصم                            | نتيجة الخصم                              | نتيجة الخصم                     | الترتيب  |
| ------------------------------- | ------------------------- | ----------------- | ---------------- | ----------------------------------- | ------------------------------------- | -------------------------------------- | ---------------------------------------- | ------------------------------- | -------- |
| جون كافانا                      | مركب فردي W1              | 616               | 7                | —                                   | شيلدز (الولايات المتحدة) (10) · ف 7–1 | فابري (الولايات المتحدة) (2) · خ 1–7   | لم يتقدم                                 | لم يتقدم                        | لم يتقدم |
| ريتشارد هيناهاني                | فردي مركب مفتوح           | 640               | 16               | كليتش (جمهورية التشيك) (17) · خ 4–6 | لم يتقدم                              | لم يتقدم                               | لم يتقدم                                 | لم يتقدم                        | لم يتقدم |
| جون ستوبس                       | فردي مركب مفتوح           | 669               | 4                | وداع                                | رودريجيز (إسبانيا) (13) · خ 4–6       | لم يتقدم                               | لم يتقدم                                 | لم يتقدم                        | لم يتقدم |
| بول براون                       | فردي منحني W1/W2          | 598               | 9                | مات صالح (ماليزيا) (24) · ف 6–0     | سوفيكي (بولندا) (8) · ف 6–4           | تسينغ (تايبيه الصينية) (1) · خ 4–6     | لم يتقدم                                 | لم يتقدم                        | لم يتقدم |
| كيني ألين                       | القوس المنحني الفردي واقف | 651 أفضل رقم شخصي | 1                | وداع                                | كوركماز (تركيا) (17) · خسارة 4–6      | لم يتقدم                               | لم يتقدم                                 | لم يتقدم                        | لم يتقدم |
| فيل بوتوملي                     | القوس المنحني الفردي واقف | 630               | 3                | وداع                                | بولات (تركيا) (19) · خسارة 4–6        | لم يتقدم                               | لم يتقدم                                 | لم يتقدم                        | لم يتقدم |
| موراي إليوت                     | القوس المنحني الفردي واقف | 542               | 24               | شيستاكوف (روسيا) (9) · خسارة 0–6    | لم يتقدم                              | لم يتقدم                               | لم يتقدم                                 | لم يتقدم                        | لم يتقدم |
| كيني ألين فيل بوتوملي بول براون | الفريق المنحني المفتوح    | 1879              | 1                | —                                   | وداع                                  | تايبيه الصينية (TPE) (8) · فوز 195–179 | كوريا الجنوبية (KOR) (5) · خسارة 190–197 | الصين (CHN) (3) · خسارة 193–206 | 4        |

النساء
| الرياضي                            | الفعالية                   | الجولة الترتيبية | الجولة الترتيبية | دور الـ32                    | دور الـ16                         | ربع النهائي                                     | نصف النهائي                      | النهائي                                 | النهائي  |
| الرياضي                            | الفعالية                   | النقاط           | التصنيف          | نتيجة الخصم                  | نتيجة الخصم                       | نتيجة الخصم                                     | نتيجة الخصم                      | نتيجة الخصم                             | الترتيب  |
| ---------------------------------- | -------------------------- | ---------------- | ---------------- | ---------------------------- | --------------------------------- | ----------------------------------------------- | -------------------------------- | --------------------------------------- | -------- |
| بيبا بريتون                        | الفردي المركب المفتوح      | 641              | 8                | —                            | روبيو (إسبانيا) (9) · خ 4–6       | لم تتأهل                                        | لم تتأهل                         | لم تتأهل                                | لم تتأهل |
| دانيلا براون                       | الفردي المركب المفتوح      | 676              | 1                | —                            | مع السلامة                        | روبيو (إسبانيا) (9) · فوز 6–4                   | ليزنيكوفا (روسيا) (4) · فوز 6–2  | كلارك (بريطانيا العظمى) (3) · فوز 6–4   | الأول    |
| ميل كلارك                          | الفردي المركب المفتوح      | 648              | 3                | —                            | مع السلامة                        | ناغانو (اليابان) (11) · فوز 6–4                 | أرتاخينوفا (روسيا) (2) · فوز 6–0 | براون (بريطانيا العظمى) (1) · خسارة 4–6 | الثاني   |
| كيت موراي                          | القوس المنحني الفردي W1/W2 | 533              | 8                | وداع                         | غريشمان (تركيا) (9) · خ 1–7       | لم تتقدم                                        | لم تتقدم                         | لم تتقدم                                | لم تتقدم |
| شارون فينارد                       | القوس المنحني الفردي قائمة | 549              | 6                | وداع                         | بوينجارغال (منغوليا) (11) · ف 6–2 | يان (الصين) (3) · خ 0–6                         | لم تتقدم                         | لم تتقدم                                | لم تتقدم |
| لي والملسلي                        | القوس المنحني الفردي قائمة | 467              | 18               | جوانمرد (إيران) (15) · ف 6–0 | أولشفسكا (بولندا) (2) · خ 1–7     | لم تتقدم                                        | لم تتقدم                         | لم تتقدم                                | لم تتقدم |
| كيت موراي شارون فينارد لي والملسلي | فريق القوس المفتوح         | 1549             | 6                | —                            | —                                 | كوريا الجنوبية (كوريا الجنوبية) (3) · خ 153–188 | لم تتقدم                         | لم تتقدم                                | لم تتقدم |

## ألعاب القوى

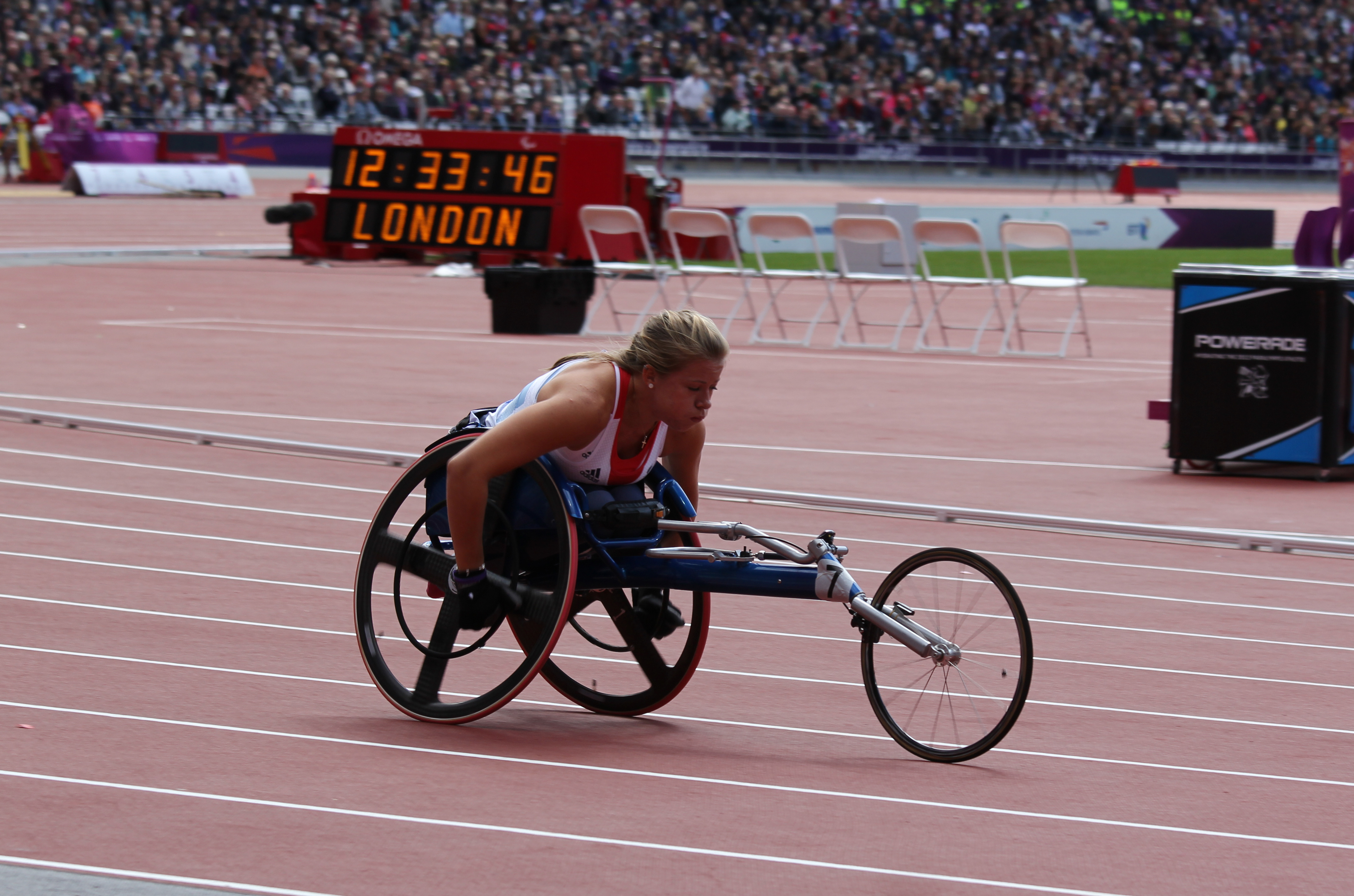
هانا كوكروفت في تصفيات 100 م فئة T34

في 10 يوليو 2012، أعلنت الجمعية البارالمبية البريطانية عن تشكيلتها المكونة من 49 عضوًا للتنافس لصالح بريطانيا العظمى في ألعاب القوى، رغم أن آندي كاار اضطر لاحقًا للانسحاب بسبب الإصابة. شملت التشكيلة ديفيد وير الذي فاز بالميداليات الذهبية الوحيدة لبريطانيا في ألعاب القوى في الألعاب البارالمبية الصيفية 2008 وتريسي هينتون، التي شاركت في دورة الألعاب البارالمبية للمرة السادسة.
مفتاح
- تأهل = تأهل للجولة التالية
- تأهل كأسرع خاسر = تأهل للجولة التالية كأسرع خاسر
- رقم عالمي = رقم قياسي عالمي
- رقم بارالمبي = رقم قياسي في الألعاب البارالمبية
- رقم أوروبي = رقم قياسي أوروبي
- رقم وطني = رقم قياسي وطني
- غير متاح = الجولة غير قابلة للتطبيق على الحدث
- استراحة = الرياضي ليس مطالب بالمنافسة في الجولة

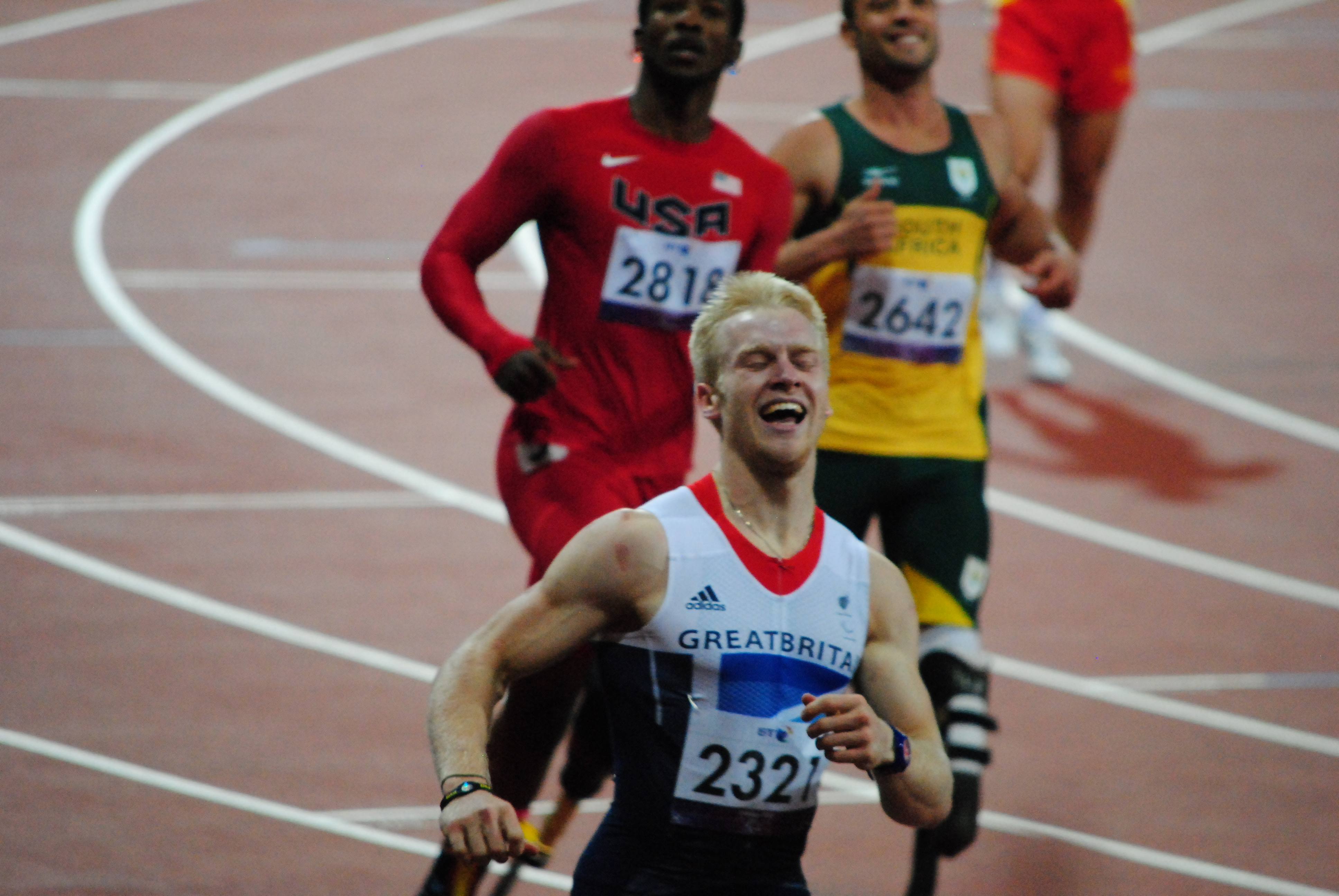
جوني بيكوك في سباق 100 متر فئة T44

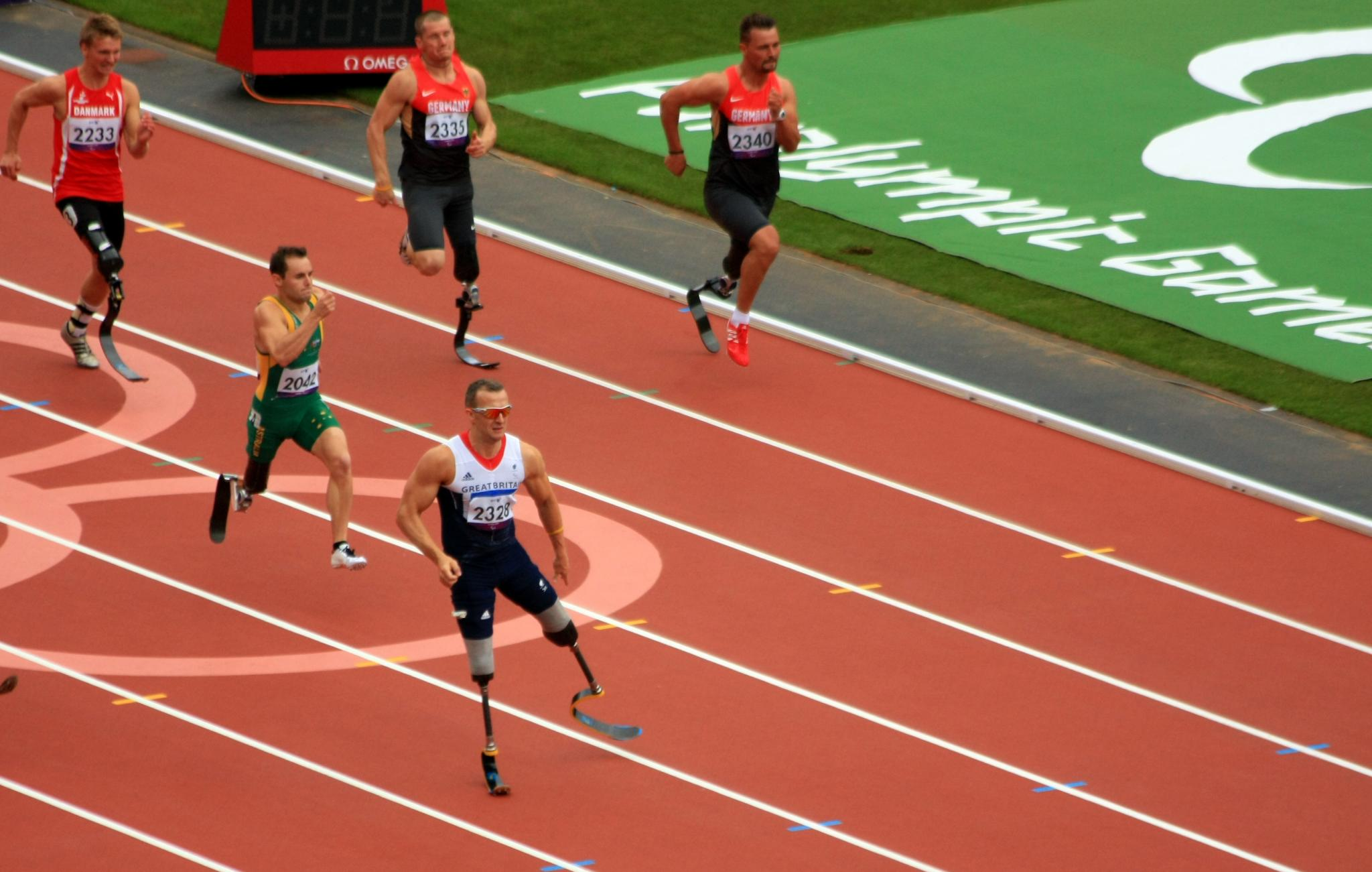
ريتشارد وايتهيد يفوز بالميدالية الذهبية في سباق 200 متر فئة T42.

رجال–المسار
| الرياضي                     | الأحداث      | التصفية                | التصفية  | نصف النهائي | نصف النهائي | النهائي                | النهائي        |
| الرياضي                     | الأحداث      | الزمن                  | الترتيب  | الزمن       | الترتيب     | الزمن                  | الترتيب        |
| --------------------------- | ------------ | ---------------------- | -------- | ----------- | ----------- | ---------------------- | -------------- |
| أولا أبيدوغون               | 100 م T46    | 11.21                  | 1 تأهل   | —           | —           | 11.23                  | قالب:برونزية03 |
| أولا أبيدوغون               | 200 م T46    | 23.26                  | 7        | —           | —           | لم يتأهل               | لم يتأهل       |
| غرايم بالارد                | 100 م T36    | 12.68                  | 2 تأهل   | —           | —           | 12.24                  | قالب:فضية02    |
| غرايم بالارد                | 200 م T36    | —                      | —        | —           | —           | 25.20                  | 4              |
| باول بليك                   | 400 م T36    | —                      | —        | —           | —           | 54.22                  | الثاني         |
| باول بليك                   | 800 م T36    | —                      | —        | —           | —           | 2:08.24                | الثالث         |
| ميكي بشل                    | 100 م T53    | 14.86                  | 1 Q      | —           | —           | 14.75 PR               | الأول          |
| ميكي بشل                    | 200 م T53    | 26.73 الاتحاد الأوروبي | 3 تأهل   | —           | —           | 26.32 الاتحاد الأوروبي | 4              |
| جيمي كارتر                  | 100 م T34    | 17.75                  | 6        | —           | —           | لم يتقدم               | لم يتقدم       |
| جيمي كارتر                  | 200 م T34    | 30.85                  | 5 تأهل   | —           | —           | 30.94                  | 8              |
| ديفيد ديفين                 | 800 م T12    | 1:55.97                | 1 ت      | —           | —           | 1:58.72                | الثالث         |
| ديفيد ديفين                 | 1500 م T13   | 3:55.95                | 5 ت      | —           | —           | 3:49.79 أ              | الثالث         |
| جوردن هاو                   | 100 م T35    | 13.75                  | 4 ت      | —           | —           | 13.69                  | 7              |
| جوردن هاو                   | 200 متر T35  | لم يشارك               | لم يشارك | —           | —           | لم يتأهل               | لم يتأهل       |
| ريس جونز                    | 100 متر T37  | 12.19                  | 5        | —           | —           | لم يتأهل               | لم يتأهل       |
| ريس جونز                    | 200 متر T37  | 24.39                  | 5 q      | —           | —           | 24.68                  | 8              |
| دين ميلر                    | 1500 م T37   | —                      | —        | —           | —           | 4:21.57                | 7              |
| ستيفن موريس                 | 1500 م T20   | —                      | —        | —           | —           | 4:02.50                | 6              |
| ستيفن أوسبورن               | 100 م T51    | —                      | —        | —           | —           | 23.40                  | 5              |
| جونى بيكوك                  | 100 م T44    | 11.08 =PR              | 1 Q      | —           | —           | 10.90 PR               | الأول          |
| سام رودوك                   | 100 م T35    | 13.92                  | 5        | —           | —           | لم يتأهل               | لم يتأهل       |
| سام رودوك                   | 200 م T35    | 28.75                  | 4        | —           | —           | لم يتأهل               | لم يتأهل       |
| بن راشغروف                  | 100 م T36    | 12.35                  | 2 تأهل   | —           | —           | 12.37                  | 6              |
| بن راشغروف                  | 200 م T36    | —                      | —        | —           | —           | 24.83                  | قالب:برونزية03 |
| ديفيد وير                   | 800 م T54    | 1:37.09                | 1 تأهل   | —           | —           | 1:37.63                | قالب:ذهبية01   |
| ديفيد وير                   | 1500 متر T54 | 3:11.35                | 3 تأهل   | —           | —           | 3:12.09                | الأول          |
| ديفيد وير                   | 5000 متر T54 | 11:28.88               | 1 تأهل   | —           | —           | 11:07.65               | الأول          |
| ديفيد وير                   | ماراثون T54  | —                      | —        | —           | —           | 1:30:20                | الأول          |
| ريتشارد وايتهيد \|100 م T42 | 12.97        | 3 Q                    | —        | —           | 12.99       | 7                      |                |
| ريتشارد وايتهيد \|100 م T42 | 200 م T42    | —                      | —        | —           | —           | 24.38 WR               | الأول          |

رجال–الميدان
| الرياضي            | الأحداث              | النتيجة                  | الترتيب |
| ------------------ | -------------------- | ------------------------ | ------- |
| جوناثان آدامز      | دفع الجلة F34        | 9.84 م                   | 14      |
| أليد ديفيز         | رمح القرص F42        | 46.14 م الاتحاد الأوروبي | الأول   |
| أليد ديفيز         | دفع الجلة F42–44     | 13.78 م 961 نقطة         | الثالث  |
| ديريك ديرينالاجي   | رمح القرص F57–58     | 39.37 م 771 نقطة         | 11      |
| كيرون ديوك         | رمح الرمح F40        | 38.64 م                  | 8       |
| كيرون ديوك         | رمية الجلة F40       | 11.24 م                  | 5       |
| دان غريفز          | رمي القرص F44        | 59.01 م                  | الثاني  |
| ستيفن ميلر         | رمي النادي F31/32/51 | 26.70 م 837 نقطة         | 11      |
| سكوت مورهاوس       | رمي الرمح F42        | 45.30 م                  | 7       |
| ناثان ستيفنز       | رمي القرص F57–58     | DNS                      | DNS     |
| ناثان ستيفنز       | رمي الرمح F57–58     | 37.09 م 828 نقطة         | 10      |
| كييران تشيرنيافسكي | رمي القرص F32/33/34  | 29.05 م EU 925 نقطة      | 10      |
| دان ويست           | دفع الجلة F34        | 11.37                    | 7       |
| روب ووماك          | دفع الكرة F54–56     | 11.34 م 972 نقطة         | الثالث  |

النساء – السباق
| اللاعبة                                              | الفعاليات                 | التصفيات               | التصفيات     | نصف النهائي | نصف النهائي | النهائي                | النهائي     |
| اللاعبة                                              | الفعاليات                 | الزمن                  | التصنيف      | الزمن       | التصنيف     | الزمن                  | التصنيف     |
| ---------------------------------------------------- | ------------------------- | ---------------------- | ------------ | ----------- | ----------- | ---------------------- | ----------- |
| أوليفيا برين                                         | 100 م T38                 | 14.21                  | 3 تأهل       | —           | —           | 14.42                  | 5           |
| أوليفيا برين                                         | 200 م T38                 | 29.75                  | 5 تأهل مشروط | —           | —           | 30.22                  | 8           |
| Sally Brown                                          | 100 م T46                 | 13.67                  | 3 تأهل       | —           | —           | 13.74                  | 6           |
| Sally Brown                                          | 200 م T46                 | 27.78                  | 4            | —           | —           | لم يتأهل               | لم يتأهل    |
| ليبي كليج ميكايل هوجينز (دليل)                       | 100 م T12                 | 12.17 رقم قياسي عالمي  | 1 مؤهل       | 12.23       | 1 مؤهل      | 12.13 الاتحاد الأوروبي | قالب:فضية02 |
| ليبي كليج ميكايل هوجينز (دليل)                       | 200 م T12                 | 25.10                  | 2            | —           | —           | لم يتأهل               | لم يتأهل    |
| هانا كوكروفت                                         | 100 م T34                 | 18.24 رقم قياسي شخصي   | 1 تأهل       | —           | —           | 18.06 رقم قياسي شخصي   | الأول       |
| هانا كوكروفت                                         | 200 م T34                 | 33.20 رقم قياسي شخصي   | 1 تأهل       | —           | —           | 31.90 رقم قياسي شخصي   | الأول       |
| كاترينا هارت                                         | 100 م T37                 | 14.71                  | 4 تأهل       | —           | —           | 14.41                  | 6           |
| كاترينا هارت                                         | 200 متر T37               | 31.04                  | 5            | —           | —           | لم يتقدم               | لم يتقدم    |
| تريسي هينتون ستيفان هيوز (مرشد)                      | 100 متر T11               | 13.43                  | 3            | —           | —           | لم يتقدم               | لم يتقدم    |
| تريسي هينتون ستيفان هيوز (مرشد)                      | 200 متر T11               | 27.26                  | 3 ت          | 27.38       | 3           | لم يتقدم               | لم يتقدم    |
| جايد جونز                                            | 400 متر T54               | 59.14                  | 6            | —           | —           | لم تتأهل               | لم تتأهل    |
| جايد جونز                                            | 800 متر T54               | 1:56.16                | 5            | —           | —           | لم تتأهل               | لم تتأهل    |
| جايد جونز                                            | 1500 متر T54              | 3:32.60                | 5 ت          | —           | —           | 3:39.03                | 10          |
| صوفي كاميليش                                         | 100 م T44                 | 14.11                  | 4 q          | —           | —           | 13.98                  | 5           |
| صوفي كاميليش                                         | 200 م T44                 | 29.62                  | 3 Q          | —           | —           | 29.08                  | 6           |
| جيني ماكلوكين                                        | 100 م T37                 | 14.48                  | 2 Q          | —           | —           | 14.48                  | 7           |
| جيني ماكلوكين                                        | 200 متر T37               | 29.73                  | 3 ت          | —           | —           | 30.08                  | 5           |
| ميليسا نيكولز                                        | 100 متر T34               | 22.41                  | 5            | —           | —           | لم تتأهل               | لم تتأهل    |
| ميليسا نيكولز                                        | 200 متر T34               | 39.41                  | 4 ت          | —           | —           | 40.00                  | 7           |
| هازل روبسون                                          | 100 م T36                 | 15.41                  | 4 q          | —           | —           | 15.23                  | 7           |
| هازل روبسون                                          | 200 م T36                 | 32.03                  | 3 Q          | —           | —           | 32.46                  | 4           |
| صوفيا وارنر                                          | 100 م T35                 | —                      | —            | —           | —           | 16.90                  | 4           |
| صوفيا وارنر                                          | 200 م T35                 | —                      | —            | —           | —           | 35.25                  | 4           |
| شيلي وودز                                            | 800 م T54                 | 1:56.39                | 3            | —           | —           | لم تتأهل               | لم تتأهل    |
| شيلي وودز                                            | 1500 م T54                | 3:42.12                | 1 Q          | —           | —           | 3:37.97                | 6           |
| شيلي وودز                                            | 5000 م T54                | 13:12.25               | 3 Q          | —           | —           | 12:29.26               | 8           |
| شيلي وودز                                            | ماراثون T54               | —                      | —            | —           | —           | 1:46:34                | الثاني      |
| بيثي وودوارد                                         | 200 متر T37               | 29.50 الاتحاد الأوروبي | 2 Q          | —           | —           | 29.65                  | الثاني      |
| أوليفيا برين كاترينا هارت جيني ماكلوكين بيثي وودوارد | 4 × 100 متر تتابع T35-T38 | —                      | —            | —           | —           | 56.08                  | الثالث      |

نساء–الميدان
| الرياضية     | الأحداث               | النتيجة                        | الترتيب |
| ------------ | --------------------- | ------------------------------ | ------- |
| هولي أرنولد  | رمح F46               | 36.27 م                        | 5       |
| بيفيرلي جونز | قرص F37               | 30.99 م                        | الثالث  |
| بيفيرلي جونز | دفع الجلة F37         | 9.85 م                         | 7       |
| ماكسين مور   | رمي الهراوة F31/32/51 | 13.53 م 708 نقطة               | 12      |
| جوزي بيرسون  | رمي الهراوة F31/32/51 | 13.42 م 919 نقطة               | 5       |
| جوزي بيرسون  | إطلاق القرص F51–53    | 6.58 م WR 1122 نقطة            | الأول   |
| جيما بريسكوت | رمي الهراوة F31/32/51 | 20.50 م EU 1015 نقطة           | الثالث  |
| جيما بريسكوت | رمي الجلة F32/33/34   | 4.19 م 535 نقطة                | 13      |
| ستيفاني ريد  | القفز الطويل F42–44   | 5.28 م أفضل رقم شخصي 1023 نقطة | الثاني  |
| كلير وليامز  | رمي القرص F11–12      | 39.63 م 908 نقطة               | الثالث  |

## بوتشيا
تم اختيار تسعة لاعبين بريطانيين في رياضة بوتشيا للمنافسة في لندن، خمسة منهم شاركوا لأول مرة في الألعاب البارالمبية. في الفعاليات الفردية، حصل دايفيد سميث على الميدالية الفضية في حدث BC1 بعد خسارته أمام باتايا تاد تونغ من تايلاند في النهائي. وكان الفريق الحائز على الميدالية الذهبية في 2008 لفئة BC1-2 قد خسر أمام تايلاند في نصف النهائي وواصل المنافسة ليهزم البرتغال في مباراة الميدالية البرونزية.
فردي
| الرياضي       | الحدث              | مباريات الترتيب | الجولة الـ 32                  | الجولة الـ 16                      | ربع النهائي                          | نصف النهائي                                              | النهائي / BM                                              | النهائي / BM |
| الرياضي       | الحدث              | المنافس النتيجة | المنافس النتيجة                | المنافس النتيجة                    | المنافس النتيجة                      | المنافس النتيجة                                          | المنافس النتيجة                                           | الترتيب      |
| ------------- | ------------------ | --------------- | ------------------------------ | ---------------------------------- | ------------------------------------ | -------------------------------------------------------- | --------------------------------------------------------- | ------------ |
| دايفيد سميث   | مختلط فردي BC1     | باي             | باي                            | شيباما (اليابان) · فاز 6–4         | تشانغ (الصين) · فاز 5–2              | أندالين (النرويج) · فاز 5–2                              | تدتونغ (تايلاند) · خسر 0–7                                | الثاني       |
| دان بنتلي     | مختلط فردي BC2     | باي             | غونسالفيس (البرتغال) · خسر 1–4 | لم يتأهل                           | لم يتأهل                             | لم يتأهل                                                 | لم يتأهل                                                  | لم يتأهل     |
| نايجل موراي   | مختلط فردي BC2     | باي             | باي                            | هيروسي (اليابان) · فاز 8–0         | جونغ (الصين) · خسر 1–3               | نصف النهائي 5–8 · يونج (هونغ كونغ) · خسر 0–11            | مباراة تحديد الترتيب 7–8 · سون (كوريا الجنوبية) · فاز 7–2 | 7            |
| زوي روبنسون   | مختلط فردي BC2     | وداعاً           | دوكوفيتش (كندا) · خسارة 5–5    | لم تتقدم                           | لم تتقدم                             | لم تتقدم                                                 | لم تتقدم                                                  | لم تتقدم     |
| سكوت مكوان    | فردي مختلط BC3     | وداعاً           | رودريغيز (إسبانيا) · فوز 11–0  | جيونغ (كوريا الجنوبية) · خسارة 1–6 | لم يتقدم                             | لم يتقدم                                                 | لم يتقدم                                                  | لم يتقدم     |
| جاكوب توماس   | فردي مختلط BC3     | وداعاً           | باميس (إسبانيا) · فوز 8–1      | بولىخرونيديس (اليونان) · خسارة 1–5 | لم يتقدم                             | لم يتقدم                                                 | لم يتقدم                                                  | لم يتقدم     |
| بيتر ماغواير  | الفردي المختلط BC4 | وداع            | —                              | ديزبالترو (كندا) · فوز 4–3         | بينتو (البرازيل) · خسارة 3–3         | نصف النهائي 5–8 · بروتشازكا (جمهورية التشيك) · خسارة 4–6 | مباراة تحديد 7–8 · لاو (هونغ كونغ) · خسارة 3–3            | 8            |
| ستيفن ماغواير | الفردي المختلط BC4 | وداع            | —                              | ستريهارسكي (سلوفاكيا) · فوز 6–1    | بروتشازكا (جمهورية التشيك) · فوز 5–3 | تشنغ (الصين) · خسارة 0–12                                | دوس سانتوس (البرازيل) · خسارة 3–5                         | 4            |

أزواج وفرق
| الرياضي                                      | الحدث            | مباريات المجموعة                                                          | مباريات المجموعة | ربع النهائي              | نصف النهائي            | النهائي / BM           | النهائي / BM |
| الرياضي                                      | الحدث            | المنافسة النتيجة                                                          | الترتيب          | المنافسة النتيجة         | المنافسة النتيجة       | المنافسة النتيجة       | الترتيب      |
| -------------------------------------------- | ---------------- | ------------------------------------------------------------------------- | ---------------- | ------------------------ | ---------------------- | ---------------------- | ------------ |
| دان بنتلي نيجل موراي زوي روبنسون دايفيد سميث | فريق مختلط BC1-2 | الأرجنتين (ARG) · ف 8–4 · البرتغال (POR) · ف 5–4                          | 1                | هونغ كونغ (HKG) · ف 11–3 | تايلاند (THA) · خ 1–18 | البرتغال (POR) · ف 7–5 | الثالث       |
| جيسيكا هنتر سكوت ماكاون جاكوب توماس          | أزواج مختلط BC3  | اليونان (GRE) · خ 0–5 · كوريا الجنوبية (KOR) · خ 2–6 · كندا (CAN) · ف 9–1 | 3                | —                        | لم يتأهل               | لم يتأهل               | لم يتأهل     |
| بيتر ماكغواير ستيفن ماكغواير                 | أزواج مختلط BC4  | سلوفاكيا (SVK) · ف 11–0 · كندا (CAN) · خ 1–4 · تايلاند (THA) · ف 8–0      | 2                | —                        | البرازيل (BRA) · خ 2–3 | كندا (CAN) · خ 2–8     | 4            |

## ركوب الدراجات
بريطانيا العظمى أعلنت عن تشكيلة مكونة من 19 عضواً لفريق ركوب الدراجات في الألعاب، تتألف من 15 من راكبي الدراجات و4 قادة. ضم الفريق سبعة من راكبي الدراجات الذين فازوا بالميداليات الذهبية في ألعاب 2008.
فاز الدراجون البريطانيون بما مجموعه 22 ميدالية، منها ثمانية ذهبية، ليحتلوا المركز الأول في جدول ميداليات رياضة الدراجات. كان هذا أكثر بميداليتين مما حققه الفريق في بكين، على الرغم من أن عدد الميداليات الذهبية كان أقل. فازت سارة ستوري بأربع ميداليات ذهبية في سباقات المضمار والطريق لتصبح أنجح رياضية بريطانية بارالمبية بمجموع 22 ميدالية في مسيرتها، مما يعادل إجمالي 11 ميدالية ذهبية لكل من تاني غراي-تومبسون وDavid Roberts.
جودي كاندي فاز بالميدالية البرونزية في مسابقة المطاردة الفردية للرجال C4، لكن بشكل مثير للجدل لم يسمح له بإعادة البدء بعد مشكلة في بدايته في سباق الزمن للرجال C4-5. الفني السابق في RAF جون-ألان باتروورث، الذي شارك في أول بارالمبياد له، فاز بالميدالية الفضية في ذلك الحدث مع ميداليتين فضيتين أخريين في المطاردة الفردية للرجال C5 وكجزء من فريق سباق السرعة C1-5. في سباق الزمن للرجال B، واجه الثنائي أنتوني كابس والطائر كريغ ماكلين مشاكل ميكانيكية في سلسلتهم مرتين ولم يسمح لهم بإعادة بداية ثانية. فاز نيل فاشي والطائر بارني ستوري بالميدالية الذهبية في زمن قياسي عالمي. التقى كلا الثنائيين في نهائي بريطاني بحت في سباق السرعة للرجال B، حيث فاز كابس وماكلين بالميدالية الذهبية بعد كسر الرقم القياسي العالمي خلال جولة التصفيات. حطم مارك كولبورن رقمين قياسيين عالميين في طريقه للحصول على الذهب في المطاردة الفردية للرجال C1، بينما فاز ديفيد ستون بالذهب في سباق الطريق T1-2، مدافعاً عن اللقب الذي فاز به في عام 2008.
في سباق الطريق للنساء H1-3، أنهت كارين دارك وريتشل موريس السباق معاً في نفس الوقت وهن يمسكن الأيدي. رغم أن الاثنتين أرادتا مشاركة الميدالية البرونزية، إلا أن موريس تم منحها الميدالية لتخطيها خط النهاية بفارق طفيف.

### الطريق
| الرياضي                          | الحدث                     | الوقت    | الترتيب |
| -------------------------------- | ------------------------- | -------- | ------- |
| جون-ألان باتروورث                | سباق الطريق للرجال C4-5   | DNF      | DNF     |
| جون-ألان باتروورث                | السباق ضد الزمن للرجال C5 | 36:56.39 | 13      |
| مارك كولبورن                     | سباق الطريق للرجال C1-3   | 1:53:22  | 24      |
| مارك كولبورن                     | السباق ضد الزمن للرجال C1 | 25:29.37 | الثاني  |
| كارين دارك                       | سباق الطريق للسيدات H1-3  | 1:43.08  | 4       |
| كارين دارك                       | سباق الزمن للسيدات H1-2   | 33:16.09 | الثاني  |
| كريستال لان                      | سباق الطريق للسيدات C4-5  | 1:54:50  | 6       |
| كريستال لان                      | سباق الزمن للسيدات C5     | 27:33.44 | 9       |
| شون ماكيون                       | سباق الطريق للرجال C1-3   | 1:43:52  | 21      |
| شون ماكيون                       | سباق الزمن للرجال C3      | 24:44.37 | 6       |
| ريتشل موريس                      | سباق الطريق للسيدات H1-3  | 1:43.08  | الثالث  |
| ريتشل موريس                      | سباق الزمن للسيدات H3     | 36:38.97 | 5       |
| ديفيد ستون                       | سباق الطريق المختلط T1-2  | 45.17    | الأول   |
| ديفيد ستون                       | سباق الزمن المختلط T1-2   | 14:25.66 | الثالث  |
| سارة ستوري                       | سباق الطريق للسيدات C4-5  | 1:40:36  | الأول   |
| سارة ستوري                       | سباق الزمن للسيدات C5     | 22:40.66 | الأول   |
| لورا تورنهام فيونا دنكان (قائدة) | سباق الطريق للسيدات B     | 2:13:00  | 8       |
| لورا تورنهام فيونا دنكان (قائدة) | سباق الزمن للسيدات B      | 36:29.27 | 7       |

### المسار
المطاردة
| الرياضي                           | الحدث                      | التأهل                   | التأهل  | النهائي                                           | النهائي        |
| الرياضي                           | الحدث                      | الوقت                    | الترتيب | المعارض الوقت                                     | الترتيب        |
| --------------------------------- | -------------------------- | ------------------------ | ------- | ------------------------------------------------- | -------------- |
| مارك كولبورن                      | المطاردة الفردية للرجال C1 | 3:53.970 رقم قياسي عالمي | 1 مؤهل  | لي (الصين) · فاز 3:53.881 رقم قياسي عالمي         | الأول          |
| دارين كيني                        | المطاردة الفردية للرجال C3 | 3:37.977                 | 4 تأهل  | نيكولاس (أستراليا) · فوز 3:35.257 رقم قياسي عالمي | قالب:برونزية03 |
| شون مكيوين                        | المطاردة الفردية للرجال C3 | 3:36.427                 | 2 تأهل  | بيريني (الولايات المتحدة) · خسارة 3:38.637        | قالب:فضية02    |
| جودي كاندي                        | المطاردة الفردية للرجال C4 | 4:42.005                 | 3 تأهل  | ديونياس (كولومبيا) · فوز تجاوز                    | قالب:برونزية03 |
| جون-ألان باتروورث                 | المطاردة الفردية للرجال C5 | 4:35.026                 | 2 تأهل  | غالاغير (أستراليا) · خسارة 4:39.586               | الثاني         |
| إيلين ماكجلين هيلين سكوت (الطيار) | المطاردة الفردية للسيدات B | 3:36.930                 | 3 تأهل  | تيرنهم/دنكان (بريطانيا العظمى) · فوز 3:40.138     | الثالث         |
| لورا تيرنهم فيونا دنكان (الطيار)  | المطاردة الفردية للسيدات B | 3:37.085                 | 4 تأهل  | ماكجلين/سكوت (بريطانيا العظمى) · خسارة 3:41.147   | 4              |
| كريستال لان                       | مطاردة فردية للسيدات C5    | 3:59.220                 | 4 Q     | ساوثورن (نيوزيلندا) · خسارة 4:02.773              | 4              |
| سارة ستوري                        | مطاردة فردية للسيدات C5    | 3:32.170 رقم قياسي عالمي | 1 Q     | هاركوفسكا (بولندا) · فوز تجاوز                    | الأول          |

شرح: تجاوز – الفوز بالتجاوز
سباق السرعة
| الرياضي                                | الحدث                       | التأهيل   | التأهيل | ربع النهائي                                               | نصف النهائي                                         | النهائي                                                  | النهائي |
| الرياضي                                | الحدث                       | الوقت     | الترتيب | المنافسة الوقت                                            | المنافسة الوقت                                      | المنافسة الوقت                                           | الترتيب |
| -------------------------------------- | --------------------------- | --------- | ------- | --------------------------------------------------------- | --------------------------------------------------- | -------------------------------------------------------- | ------- |
| نيل فاشي بارني ستوري (الطيار)          | سباق السرعة الفردي للرجال B | 10.165    | 2 تأهل  | Nattkemper/Ithurrart (الأرجنتين) · فوز 11.659، فوز 12.064 | Porto/Villanueva (إسبانيا) · فوز 11.990، فوز 11.332 | Kappes/MacLean (بريطانيا العظمى) · خسارة، خسارة          | الثاني  |
| أنتوني كابس كريغ ماكلين (طيار)         | سباق السرعة الفردي للرجال B | 10.050 WR | 1 Q     | وداعاً                                                     | Oshiro/Ito (اليابان) · فوز 10.817، فوز 11.344       | Fachie/Storey (بريطانيا العظمى) · فوز 10.473، فوز 10.714 | الأول   |
| جون-آلان باتروورث دارين كيني ريك وادون | فريق مختلط سبرينت C1-5      | 49.808    | 2 Q     | —                                                         | —                                                   | الصين (CHN) · خسارة 49.519                               | الثاني  |

تجربة الوقت
| اللاعب                             | الحدث                               | الوقت                     | الترتيب |
| ---------------------------------- | ----------------------------------- | ------------------------- | ------- |
| نيل فاشي بارني ستوري (طيار)        | سباق ضد الساعة للرجال 1 كم B        | 1:01.351 WR               | الأول   |
| أنتوني كابس كريغ ماكلين (طيار)     | سباق ضد الساعة للرجال 1 كم B        | DNF                       | DNF     |
| مارك كولبورن                       | سباق ضد الساعة للرجال 1 كم C1-2-3   | FT: 1:08.471 AT: 1:16.882 | الثاني  |
| دارين كيني                         | سباق ضد الساعة للرجال 1 كم C1-2-3   | 1:10.203                  | 4       |
| ريك وادون                          | سباق ضد الساعة للرجال 1 كم C1-2-3   | 1:11.394                  | 9       |
| جون-ألان باتروورث                  | سباق توقيت 1 كم للرجال C4-5         | 1:05.985                  | الثاني  |
| جودي كندي                          | سباق توقيت 1 كم للرجال C4-5         | DNF                       | DNF     |
| إيلين ماكجلين هيلين سكوت (الطيار)  | سباق توقيت 1 كم للسيدات B           | 1:09.469                  | الثاني  |
| لورا تورنهام فيونا دنكان (الطيارة) | سباق توقيت 1 كم للسيدات B           | 1:11.479                  | 4       |
| سارة ستوري                         | سباق الزمن للسيدات 500 متر فئة C4-5 | 36.997                    | الأول   |

المفتاح: FT – الوقت العامل؛ AT – الوقت الفعلي

## الفروسية
الفعاليات الوحيدة في الفروسية التي تقام في الألعاب البارالمبية هي في تخصص ترويض الخيول. أرسلت بريطانيا العظمى فريقًا مؤلفًا من خمسة فرسان إلى الألعاب. الفائز بتسع ميداليات ذهبية لي بيرسون (فارس سباق) شارك في دورته البارالمبية الرابعة. كما تم اختيار ديبورا كريدل، سوفي كريستيانسن، صوفي ويلز وناتاشا بيكر. حقق الفرسان البريطانيون ميداليات في كل مسابقة حيث فازوا بخمس ميداليات ذهبية، وخمس فضية، وبرونزية واحدة. ربحت سوفي كريستيانسن ثلاث ميداليات ذهبية، بحصولها على ذهبيتين فرديتين في منافسات الدرجة Ia البطولة والحر بتوجيه الفريق بالإضافة إلى ذهبية الفريق. فازت ناتاشا بيكر بكل من المنافسات الفردية للدرجة II في أول ظهور لها في الألعاب البارالمبية. لي بيرسون، الذي لم يهزم سابقًا في المنافسات البارالمبية، فاز بفضية وبرونزية في منافسات الدرجة Ib الفردية بالإضافة إلى ميداليته الذهبية العاشرة في مسابقة الفريق.
فردي
| الرياضي               | الحصان      | المسابقة                                | الإجمالي | الإجمالي |
| الرياضي               | الحصان      | المسابقة                                | النقاط   | الترتيب  |
| --------------------- | ----------- | --------------------------------------- | -------- | -------- |
| ناتاشا بيكر           | Cabral      | اختبار البطولة الفردي الدرجة الثانية    | 76.857   | الأول    |
| ناتاشا بيكر           | Cabral      | اختبار الفريستايل الفردي الدرجة الثانية | 82.800   | الأول    |
| ديبورا كريدل          | LJT Akilles | اختبار البطولة الفردي الدرجة الثالثة    | 71.267   | الثاني   |
| ديبورا كريدل          | LJT Akilles | الاختبار الفردي الحر الدرجة الثالثة     | 78.550   | الثاني   |
| سوفي كريستيانسن       | يناير 6     | اختبار البطولة الفردية الدرجة الأولى أ  | 82.750   | الأول    |
| سوفي كريستيانسن       | يناير 6     | الاختبار الفردي الحر الدرجة الأولى أ    | 84.750   | الأول    |
| لي بيرسون (فارس سباق) | السيد       | اختبار البطولة الفردية الدرجة الأولى ب  | 75.391   | الثاني   |
| لي بيرسون (فارس سباق) | السيد       | الاختبار الحر الفردي الدرجة Ib          | 74.200   | الثالث   |
| صوفي ويلز             | بينوكيو     | اختبار البطولة الفردي الدرجة IV         | 76.323   | الثاني   |
| صوفي ويلز             | بينوكيو     | الاختبار الحر الفردي الدرجة IV          | 81.150   | الثاني   |

الفريق
| الرياضي          | الحصان     | الحدث  | النتيجة الفردية | النتيجة الفردية | النتيجة الفردية | الإجمالي | الإجمالي |
| الرياضي          | الحصان     | الحدث  | TT              | CT              | الإجمالي        | النتيجة  | الترتيب  |
| ---------------- | ---------- | ------ | --------------- | --------------- | --------------- | -------- | -------- |
| صوفي كريستيانسن  | انظر أعلاه | الفريق | 83.765          | 82.750          | 166.515*        | 468.817  | الأول    |
| لي بيرسون (فارس) | انظر أعلاه | الفريق | 74.682          | 75.391          | 150.073*        | 468.817  | الأول    |
| ديبورا كريدل     | انظر أعلاه | الفريق | 72.926          | 71.267          | 144.173         | 468.817  | الأول    |
| صوفي ويلز        | انظر أعلاه | الفريق | 75.906          | 76.323          | 152.229*        | 468.817  | الأول    |

* يشير إلى أفضل ثلاث نتائج فردية التي تحتسب ضمن المجموع الكلي للفريق.

## كرة القدم للمكفوفين 5-لاعبين
كرة القدم 5-لاعبين مخصصة للرياضيين ضعاف البصر. يرتدي جميع اللاعبين عصابة للعين يتحقق بها التوفيق بين مستويات الرؤية المختلفة، باستثناء حارس المرمى الذي قد يكون لديه بصر سليم. تم الإعلان عن التشكيلة يوم 16 أبريل 2012. خسر الفريق مباراته الأخيرة في المجموعة أمام إيران بعد أن أضاع أربع ركلات جزاء في مباراة كانوا بحاجة للفوز فيها بفارق هدفين للتقدم إلى نصف النهائي. سجل القائد ديفيد كلارك في مباراته الدولية الأخيرة بينما هزمت بريطانيا تركيا 2–0 للفوز بمباراة تحديد المركز السابع.
كرة القدم الخماسي في الألعاب البارالمبية الصيفية 2012 – فرق الرجال
مرحلة المجموعات
كرة القدم الخماسي في الألعاب البارالمبية الصيفية 2012
كرة القدم الخماسي في الألعاب البارالمبية الصيفية 2012
كرة القدم الخماسي في الألعاب البارالمبية الصيفية 2012
كرة القدم الخماسي في الألعاب البارالمبية الصيفية 2012
نصف النهائي 5–8
كرة القدم الخماسي في الألعاب البارالمبية الصيفية 2012
تصنيف 7–8
كرة القدم الخماسي في الألعاب البارالمبية الصيفية 2012

## كرة القدم 7 لاعبين
كرة القدم 7 لاعبين مخصصة للمصابين بـشلل دماغي. يمكن للرياضيين المصنفين ضمن الفئات C5-C8 المشاركة في هذه الرياضة، حيث الفئة C5 تعتبر الأكثر إعاقة. يجب أن يكون هناك على الأقل لاعب واحد من فئة C5 أو C6، ولا يزيد عدد لاعبي فئة C8 على ثلاثة في الملعب في وقت واحد. تم الإعلان عن التشكيلة في 16 أبريل 2012 وشملت مارتن سنكلير، شقيق الأوليمبي 2012 سكوت سنكلير؛ وأصبح الاثنان أول شقيقين يمثلان بريطانيا العظمى في الألعاب البارالمبية والأولمبية في نفس العام. تم إقصاء بريطانيا في مرحلة المجموعات بعد خسائر أمام البرازيل وأبطال الدفاع أوكرانيا. واصل الفريق الفوز على الولايات المتحدة بعد تسجيل هدفين في الوقت الإضافي في مباراة التصنيف للمركز السابع.
كرة القدم 7-a-side في الألعاب البارالمبية الصيفية 2012 – فرق اللاعبين الرجال
مرحلة المجموعات
كرة القدم 7-a-side في الألعاب البارالمبية الصيفية 2012
كرة القدم 7-a-side في الألعاب البارالمبية الصيفية 2012
كرة القدم 7-a-side في الألعاب البارالمبية الصيفية 2012
كرة القدم 7-a-side في الألعاب البارالمبية الصيفية 2012
نصف النهائي 5–8
كرة القدم 7-a-side في الألعاب البارالمبية الصيفية 2012
التصنيف 7–8
كرة القدم 7-a-side في الألعاب البارالمبية الصيفية 2012

## الجولبول
كبلد مضيف، كان من حق بريطانيا العظمى أن تدخل فريقًا في بطولات كرة الهدف للرجال والنساء، وشاركت لأول مرة منذ ألعاب 2000. تأهل فريق السيدات من مرحلة المجموعات بفوزهم على البرازيل والدنمارك. هُزموا من قبل السويد في ربع النهائي بعد أن استقبلوا هدفًا في الوقت الإضافي. أنهى فريق الرجال في المركز السادس في مجموعتهم، وحققوا أول نقطة لهم في المنافسات البارالمبية بتعادلهم مع السويد.

### بطولة الرجال
| قائمة الفريق                                                                      | مرحلة المجموعات       | مرحلة المجموعات | ربع النهائي     | نصف النهائي     | النهائيات       | النهائيات |
| قائمة الفريق                                                                      | المعارض النتيجة       | الترتيب         | المعارض النتيجة | المعارض النتيجة | المعارض النتيجة | الترتيب   |
| --------------------------------------------------------------------------------- | --------------------- | --------------- | --------------- | --------------- | --------------- | --------- |
| من: - جو دودسون - سيمون جودال - نايل جراهام - آدم كنوت - ديفيد كنوت - مايكل شاركي | ليتوانيا · خسارة 1–11 | 6               | لم يتقدم        | لم يتقدم        | لم يتقدم        | لم يتقدم  |
| من: - جو دودسون - سيمون جودال - نايل جراهام - آدم كنوت - ديفيد كنوت - مايكل شاركي | تركيا · خ 1–7         | 6               | لم يتقدم        | لم يتقدم        | لم يتقدم        | لم يتقدم  |
| من: - جو دودسون - سيمون جودال - نايل جراهام - آدم كنوت - ديفيد كنوت - مايكل شاركي | السويد · ت 3–3        | 6               | لم يتقدم        | لم يتقدم        | لم يتقدم        | لم يتقدم  |
| من: - جو دودسون - سيمون جودال - نايل جراهام - آدم كنوت - ديفيد كنوت - مايكل شاركي | فنلندا · خ 3–7        | 6               | لم يتقدم        | لم يتقدم        | لم يتقدم        | لم يتقدم  |
| من: - جو دودسون - سيمون جودال - نايل جراهام - آدم كنوت - ديفيد كنوت - مايكل شاركي | البرازيل · خ 1–7      | 6               | لم يتقدم        | لم يتقدم        | لم يتقدم        | لم يتقدم  |

مرحلة المجموعات
Goalball at the 2012 Summer Paralympics – Men's tournament
Goalball at the 2012 Summer Paralympics – Men's tournament
Goalball at the 2012 Summer Paralympics – Men's tournament
Goalball at the 2012 Summer Paralympics – Men's tournament
Goalball at the 2012 Summer Paralympics – Men's tournament
Goalball at the 2012 Summer Paralympics – Men's tournament

### بطولة السيدات
| قائمة الفريق                                                               | مرحلة المجموعات   | مرحلة المجموعات | ربع النهائي        | نصف النهائي      | النهائيات        | النهائيات |
| قائمة الفريق                                                               | المعارضة النتيجة  | الترتيب         | المعارضة النتيجة   | المعارضة النتيجة | المعارضة النتيجة | الترتيب   |
| -------------------------------------------------------------------------- | ----------------- | --------------- | ------------------ | ---------------- | ---------------- | --------- |
| من: - جورجينا بولين - جيسيكا لوك - إيمي أوتاواي - آنا شاركي - لويز سيمبسون | الصين · خسارة 1–7 | 2 تأهل          | السويد · خسارة 1–2 | لم تتأهل         | لم تتأهل         | لم تتأهل  |

|align="center"| فنلندا
ت 1–1
|-
|align="center"| البرازيل
ف 3–1
|-
|align="center"| الدنمارك
ف 5–0
|}
مرحلة المجموعات
Goalball at the 2012 Summer Paralympics – Women's tournament
Goalball at the 2012 Summer Paralympics – Women's tournament
Goalball at the 2012 Summer Paralympics – Women's tournament
Goalball at the 2012 Summer Paralympics – Women's tournament
Goalball at the 2012 Summer Paralympics – Women's tournament
ربع النهائي
Goalball at the 2012 Summer Paralympics – Women's tournament

## جودو
تأهل خمسة من لاعبي جودو البريطانيين للألعاب. تم اختيار مجموعتين من الإخوة: دان ومارك باول، بالإضافة إلى جو وسام إنجرام. شارك سام إنجرام وبن كويلتر في ألعاب 2008، حيث فاز إنجرام بميدالية برونزية. وكانت جميع الأحداث للرياضيين من ضعاف البصر. فاز سام إنجرام بميدالية فضية في فئة –90 كجم، بعد أن خسر بصعوبة في مسابقة الميدالية الذهبية أمام خورخي هيريزويلو مارسيلس من كوبا بقرار يوكو. لم يصل أي لاعب جودو بريطاني آخر إلى الدور نصف النهائي، ولكن تقدّم بن كويلتر من خلال مباراة الترضية ليفوز بميدالية برونزية في فئة –60 كجم بعد فوزه على الياباني تاكااكي هيراي ايبون.
| الرياضي    | الحدث           | التصفيات                          | الدور ربع النهائي                       | الدور نصف النهائي                   | التصفيات الإضافية الجولة الأولى      | التصفيات الإضافية النهائي                | النهائي / BM                    | النهائي / BM |
| الرياضي    | الحدث           | المعارضة النتيجة                  | المعارضة النتيجة                        | المعارضة النتيجة                    | المعارضة النتيجة                     | المعارضة النتيجة                         | المعارضة النتيجة                | الترتيب      |
| ---------- | --------------- | --------------------------------- | --------------------------------------- | ----------------------------------- | ------------------------------------ | ---------------------------------------- | ------------------------------- | ------------ |
| جو إنجرام  | الرجال –100 كجم | ريس (كندا) · فوز 111–0001         | تشوي (كوريا الجنوبية) · خسارة 0011–0132 | لم يتقدم                            | راحة                                 | أوبمان (ألمانيا) · خسارة 000–100         | لم يتقدم                        | لم يتقدم     |
| سام إنجرام | الرجال –90 كجم  | راحة                              | كروكيت (الولايات المتحدة) · فوز 100–000 | لينسينا (الأرجنتين) · فوز 0101–0003 | راحة                                 | راحة                                     | مارسيليس (كوبا) · خسارة 000–001 | الثاني       |
| دان باول   | الرجال –81 كجم  | كريجر (ألمانيا) · خسارة 0003–1121 | لم يتقدم                                | لم يتقدم                            | بيريرا (البرازيل) · فوز 1001–000H    | ألونسو (كوبا) · خسارة 000–100            | لم يتقدم                        | لم يتقدم     |
| مارك باول  | الرجال –73 كغ   | وداع                              | سولوفاي (أوكرانيا) · خسارة 000–111      | لم يتأهل                            | علي شيناني (إيران) · خسارة 0101–1103 | لم يتأهل                                 | لم يتأهل                        | لم يتأهل     |
| بن كويلتر  | الرجال –60 كغ   | وداع                              | نورة (الجزائر) · خسارة 000–1021         | لم يتأهل                            | آجيم (منغوليا) · فوز 100–000         | هوثرون (الولايات المتحدة) · فوز 022–0002 | هيراى (اليابان) · فوز 100–000   | الثالث       |

## رفع الأثقال
تم تسمية ستة رافعي أثقال في فريق بريطانيا، على الرغم من أن بول إفايينا مُنع من المشاركة بسبب إدانة جنائية سابقة. ناتالي بليك، جيسون إيرفينغ، علي جواد (لبناني) وأنتوني بيدل كانوا قد شاركوا جميعًا في دورات سابقة، مع ظهور بيدل للمرة السابعة في عام 2012. زوي نيوسون فازت بميدالية برونزية في فئة السيدات –40 كغ، وهي الميدالية الوحيدة لبريطانيا في الدورة، برفعها الناجح وزن 88 كغ في المحاولة النهائية. علي جواد كاد أن يحصل على ميدالية في فئة الرجال –56 كغ مع محاولتين لرفع 189 كغ تم الحكم عليهما بالفشل. احتل المركز الرابع بعد أن كان وزنه أثقل من وزن جيان وانغ من الصين الذي حل في المركز الثالث، بعدما انتهى كلا المنافسين على وزن 185 كغ.
| الرياضي           | الفعالية     | إجمالي الرفع | الترتيب |
| ----------------- | ------------ | ------------ | ------- |
| ناتالي بليك       | سيدات –52 كغ | DNF          | DNF     |
| جيسون إيرفينغ     | رجال –60 كغ  | 163 كغ       | 8       |
| علي جواد (لبناني) | رجال –56 كغ  | 185 كغ       | 4       |
| زوي نيوسون        | سيدات –40 كغ | 88 كغ        | الثالث  |
| أنتوني بيدل       | رجال –48 كغ  | 140 كغ       | 8       |

## التجديف
تأهل فريق التجديف المزدوج المختلط المكون من الكابتن نيك بيتون وسام سكوان لأولمبياد لندن 2012 في بطولة العالم للتجديف. تأهل حامل الميدالية الذهبية في 2008، توم أغار، في فردي الرجال. كما تم اختيار فريق الرباعية المختلطة الداعمة المكون من نعومي ريتشيس، بام ريلف، ديفيد سميث، جيمس رو، والدليل ليلي فان دين بروك، الذين فازوا بالميدالية الذهبية في بطولة العالم للتجديف 2011. كانت الميدالية الوحيدة لبريطانيا في هذه البطولة هي الذهبية التي حصل عليها فريق الرباعية المختلطة الداعمة. جاء نيك بيتون وسام سكوان في المركز الرابع في سباق الزوجي المختلط، وفاتتهم الميدالية البرونزية بفارق ضئيل. حل توم أغار في المركز الرابع في نهائي فردي الرجال، وهي أول هزيمة له في خمسة أعوام من السباقات الدولية.
| الرياضي(ون)                                                            | الحدث                | التصفيات | التصفيات  | إعادة التصفيات | إعادة التصفيات | النهائي | النهائي |
| الرياضي(ون)                                                            | الحدث                | الوقت    | الترتيب   | الوقت          | الترتيب        | الوقت   | الترتيب |
| ---------------------------------------------------------------------- | -------------------- | -------- | --------- | -------------- | -------------- | ------- | ------- |
| تام أجر                                                                | فردي الرجال          | 4:56.65  | 1 نهائي أ | مرور تلقائي    | مرور تلقائي    | 4:58.08 | 4       |
| سام سكوان نيك بيتون                                                    | الزوجي المختلط       | 4:03.23  | 2 تصفيات  | 4:05.91        | 1 نهائي أ      | 4:05.77 | 4       |
| ليلي فان دن بروك (دفة القيادة) نعومي ريتشز بام ريلف جيمس رو ديفيد سميث | الرباعي المختلط بدفة | 3:23.59  | 1 نهائي أ | مرور تلقائي    | مرور تلقائي    | 3:19.38 | الأول   |

الأسطورة التأهيلية: نهائي أ=النهائي أ (ميدالية); نهائي ب=النهائي ب (بدون ميدالية); تصفيات=إعادة التأهل

## الإبحار
شاركت بريطانيا العظمى بنفس الأطقم الثلاثة التي تنافست في عام 2008. في 8 أغسطس 2011، أصبح خمسة من البحارة هم أول الأشخاص الذين تم اختيارهم في الفريق البارالمبي لعام 2012. تم اختيار جون روبرتسون، وهناء ستودل، وستيفن توماس للمنافسة الثلاثية في فئة سونار. تم الإعلان أيضًا عن انضمام نكي بيرييل وأليكس ريكهام، أبطال العالم الحاليين في فئة SKUD 18، إلى الفريق. تم اختيار هيلينا لوكاس لاحقًا في فئة 2.4 م.ر.
فازت بريطانيا العظمى بأول ميداليات لها في هذه الرياضة منذ إدخالها في الألعاب البارالمبية عام 2000. تم إلغاء اليوم الأخير من السباق بسبب نقص الرياح، وكانت هيلينا لوكاس في المركز الذهبي في فئة 2.4 مR وطاقم SKUD 18 في وضع الميدالية البرونزية بعد عشرة سباقات. تم فرض عقوبة بأربع نقاط على طاقم سونار الثلاثي الأشخاص لانتهاكهم قواعد صيانة القارب، مما أدى لنقلهم من المركز الثالث إلى المركز الخامس بشكل عام.
| رياضي                                | الفعالية                           | السباق | السباق | السباق | السباق | السباق | السباق | السباق | السباق | السباق | السباق | السباق | النقاط الكلية | النقاط الصافية | الترتيب        |
| رياضي                                | الفعالية                           | 1      | 2      | 3      | 4      | 5      | 6      | 7      | 8      | 9      | 10     | 11     | النقاط الكلية | النقاط الصافية | الترتيب        |
| ------------------------------------ | ---------------------------------- | ------ | ------ | ------ | ------ | ------ | ------ | ------ | ------ | ------ | ------ | ------ | ------------- | -------------- | -------------- |
| هيلينا لوكاس                         | 2.4 مR – قارب شراعي لشخص واحد      | 2      | 1      | 3      | (11)   | 1      | 1      | 1      | 4      | 8      | 5      | CAN    | 37            | 26             | الأول          |
| نيكي بيريل أليكس ريكهام              | SKUD 18 – قارب ذو عارضة لشخصين     | 2      | 1      | 4      | 2      | 1      | 3      | 4      | 2      | 3      | (5)    | CAN    | 27            | 22             | قالب:برونزية03 |
| جون روبرتسون ستيفن توماس هانا ستوديل | سونار – قارب ذو عارضة لثلاثة أشخاص | 4      | 8      | 4      | 5      | 4      | (13)   | 10 DPI | 4      | 4      | 2      | CAN    | 58            | 45             | 5              |

ملاحظة: (#) يرمز إلى أعلى نتيجة نقاط لا تحتسب ضمن إجمالي النقاط النهائي.

## الرماية
تم اختيار فرقة مكونة من اثني عشر متنافساً للمشاركة في أحداث الرماية، بما في ذلك الفائز بالميدالية الذهبية لعام 2008 مات سكلهون ودي كواتس، التي تنافست لأول مرة في ألعاب 1984، مما يجعلها الظهور البارالمبي الثامن لها. فاز مات سكلهون بالميدالية الفضية في حدث البندقية الهوائية 10 متر وضع الانبطاح SH1 الذي فاز فيه عام 2008. حصل جيمس بيفيس على الميدالية البرونزية في حدث البندقية الهوائية 10 متر وضع الانبطاح SH2، بعد خسارته في جولة فاصلة لرَفاييل فولتز من فرنسا بنتيجة 10.4–10.5 بعد أن أحرز كلاهما مجموع 705.9. واستمر مات سكلهون في الفوز بالميدالية البرونزية في حدث البندقية 50 متر وضع الانبطاح SH1، الذي شارك فيه لأول مرة قبل ثمانية عشر شهراً.
| رياضي            | الحدث                                     | التأهيل              | التأهيل | النهائي  | النهائي        |
| رياضي            | الحدث                                     | النتيجة              | الترتيب | النتيجة  | الترتيب        |
| ---------------- | ----------------------------------------- | -------------------- | ------- | -------- | -------------- |
| جيمس بيفيس       | الهواء المختلط R5–10 م بندقية راقد SH2    | 600 =WR              | 8 Q     | 705.9    | الثالث         |
| أدريان بانكلارك  | رجال P1–10 م مسدس الهواء SH1              | 537                  | 30      | لم يتأهل | لم يتأهل       |
| كارين باتلر      | نساء R2–10 م بندقية الهواء واقف SH1       | 384                  | 12      | لم تتأهل | لم تتأهل       |
| كارين باتلر      | سيدات R8–50 م بندقية 3 أوضاع SH1          | 559                  | 7 ت     | 650.8    | 6              |
| كارين باتلر      | مختلط R6–50 م بندقية مستلقية SH1          | 581                  | 23      | لم يتقدم | لم يتقدم       |
| جورجينا كالنجهام | مختلط R5–10 م بندقية هوائية مستلقية SH2   | 600 =رقم قياسي عالمي | =5 ت    | 705.2    | 7              |
| دي كواتس         | النساء آر2–10 متر بندقية هوائية وقوفًا SH1 | 389                  | 9       | لم تتأهل | لم تتأهل       |
| دي كواتس         | مختلط آر3–10 متر بندقية هوائية انفراج SH1 | 590                  | 42      | لم تتأهل | لم تتأهل       |
| ريان كوكبيل      | مختلط آر4–10 متر بندقية هوائية وقوفًا SH2  | 592                  | 21      | لم يتأهل | لم يتأهل       |
| ريان كوكبيل      | مختلط آر5–10 متر بندقية هوائية انفراج SH2 | 598                  | 17      | لم يتأهل | لم يتأهل       |
| ريتشارد ديفيز    | مختلط R4 – بندقية هوائية 10 م وقوفاً SH2   | 596                  | 16      | لم يتقدم | لم يتقدم       |
| آدم فونتين       | مختلط R4 – بندقية هوائية 10 م وقوفاً SH2   | 593                  | 20      | لم يتقدم | لم يتقدم       |
| بن جيسون         | مختلط R6 – بندقية 50 م استعداداً SH1       | 566                  | 47      | لم يتقدم | لم يتقدم       |
| ناثان ميلغيت     | رجال R1-10 م بندقية هوائية واقف SH1       | 588                  | 10      | لم يتأهل | لم يتأهل       |
| ناثان ميلغيت     | مختلط R3–10 م بندقية هوائية مستلقٍ SH1     | 599                  | 11      | لم يتأهل | لم يتأهل       |
| ماندي بانكهيرست  | سيدات R2–10 م بندقية هوائية واقف SH1      | 380                  | 16      | لم تتأهل | لم تتأهل       |
| مات سكيلهون      | مختلط R3–10 متر بندقية هوائية استلقاء SH1 | 600 =رقم عالمي       | =1 تأهل | 706.4    | قالب:فضية02    |
| مات سكيلهون      | مختلط R6–50 متر بندقية استلقاء SH1        | 589                  | 7 تأهل  | 693.2    | قالب:برونزية03 |
| مات سكيلهون      | رجال R1–10 متر بندقية هوائية وقوف SH1     | 579                  | 18      | لم يتقدم | لم يتقدم       |

## الكرة الطائرة جلوس
أعلنت الجمعية البارالمبية البريطانية أن فرق الرجال والسيدات ستستغل حصة أماكنها المخصصة في سبتمبر 2011 ومارس 2012 على التوالي. انتهى فريق السيدات، الذي يضم الناجية من تفجيرات لندن 7 يوليو 2005 مارتين رايت، في المركز الثامن دون الفوز بأي مجموعة. كما انتهى فريق الرجال في المركز الثامن بعدما تقدم إلى مرحلة ربع النهائي بعد التغلب على المغرب.

### بطولة الرجال
التشكيلة
Volleyball at the 2012 Summer Paralympics – Men's team rosters
مرحلة المجموعات
Volleyball at the 2012 Summer Paralympics – Men's tournament
Volleyball at the 2012 Summer Paralympics – Men's tournament
Volleyball at the 2012 Summer Paralympics – Men's tournament
Volleyball at the 2012 Summer Paralympics – Men's tournament
Volleyball at the 2012 Summer Paralympics – Men's tournament
الدور ربع النهائي
Volleyball at the 2012 Summer Paralympics – Men's tournament
نصف النهائي للمراكز من الخامس إلى الثامن
Volleyball at the 2012 Summer Paralympics – Men's tournament
مباراة تحديد المركزين السابع والثامن
Volleyball at the 2012 Summer Paralympics – Men's tournament

### بطولة السيدات
القائمة
كرة الطائرة في الألعاب البارالمبية الصيفية 2012 – قوائم فرق السيدات
مرحلة المجموعات
كرة الطائرة في الألعاب البارالمبية الصيفية 2012 – بطولة السيدات
كرة الطائرة في الألعاب البارالمبية الصيفية 2012 – بطولة السيدات
كرة الطائرة في الألعاب البارالمبية الصيفية 2012 – بطولة السيدات
كرة الطائرة في الألعاب البارالمبية الصيفية 2012 – بطولة السيدات
نصف النهائي 5–8
كرة الطائرة في الألعاب البارالمبية الصيفية 2012 – بطولة السيدات
تصنيف 7–8
كرة الطائرة في الألعاب البارالمبية الصيفية 2012 – بطولة السيدات

## السباحة
اختار British Swimming 44 سباحًا لدورة الألعاب البارالمبية بناءً على الأوقات المؤهلة التي حددت في الأحداث التجريبية في لندن وشيفيلد في شهر مارس وأبريل 2012 على التوالي. تم تأكيد اختيار أول ستة عشر متسابقاً من قبل الجمعية البارالمبية البريطانية في أبريل 2012، وتم اختيار 28 آخرين في مايو بعد تأكيد الأماكن المتاحة من قبل سباحة IPC.
فاز السباحون البريطانيون بإجمالي سبع ميداليات ذهبية وست عشرة فضية وست عشرة برونزية. في مسابقات السيدات S6، سجلت إليانور سيموندز أرقامًا قياسية عالمية جديدة في سباق 400 متر حرة و200 متر فردي متنوع SM6 لتفوز بميداليتين ذهبيتين، بالإضافة إلى فضية في سباق 100 متر حرة وبرونزية في سباق 50 متر حرة. سجل السباحان S7 جوزيف كريج وجوناثان فوكس أرقامًا قياسية عالمية جديدة في طريقهما للفوز بالذهب في سباق 400 متر حرة و100 متر ظهر على التوالي. فازت جيسيكا جين أبليغيت بسباق 200 متر حرة للسيدات S14 مسجلة رقماً قياسياً بارالمبياً جديداً في النهائي. كما فاز السباحان S8 بميداليات ذهبية، حيث حققت هيذر فريدريكسن الميدالية في سباق 100 متر ظهر للسيدات وأوليفر هايند، الذي سجل رقماً قياسياً أوروبياً جديداً في سباق 200 متر فردي متنوع للرجال SM8. فازت ستيفاني ميلوارد بخمس ميداليات، وهي الأكثر من بين أي منافس في ParalympicsGB، في كل من المسابقات الفردية والتتابع.

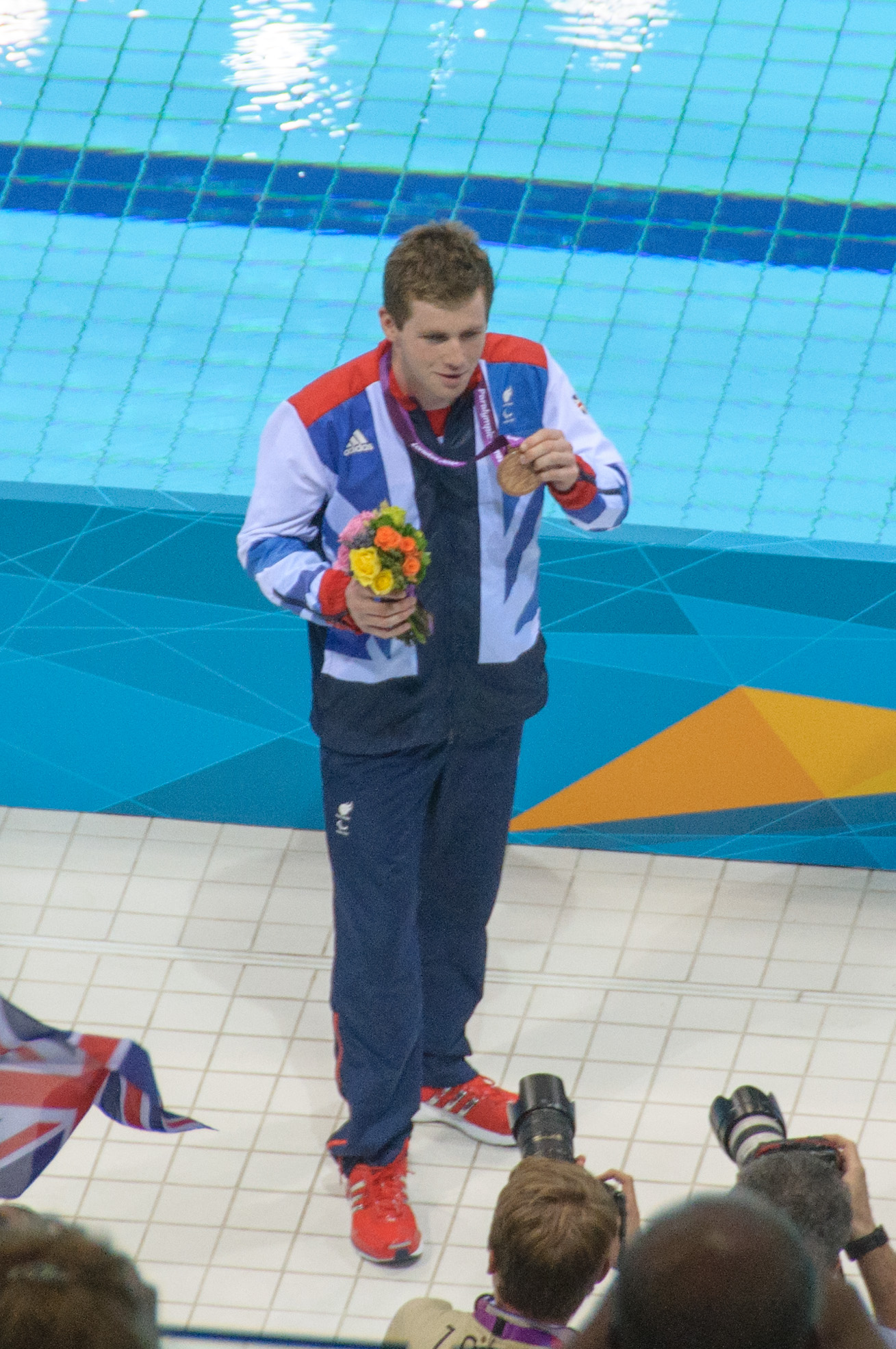
فاز جيمس كليج بميدالية برونزية في سباق 100 متر فراشة للرجال S12.

رجال
| جيمس أندرسون                                 | 50 متر سباحة حرة S2           | 1:10.61           | 10      | لم يتقدم       | لم يتقدم       |                 |         |    |          |          |
| جيمس أندرسون                                 | 100 متر سباحة حرة S2          | 2:27.43           | 7 تأهل  | 2:31.33        | 8              |                 |         |    |          |          |
| جيمس أندرسون                                 | 50 متر سباحة ظهر S2           | 1:07.17           | 3 تأهل  | 1:07.30        | 4              |                 |         |    |          |          |
| جاك بريدغ                                    | 100 متر سباحة ظهر S10         | 1:09.38           | 16      | لم يتقدم       | لم يتقدم       |                 |         |    |          |          |
| جاك بريدغ                                    | 100 م صدر SB9                 | 1:10.01           | 4 تأهل  | 1:10.40        | 4              |                 |         |    |          |          |
| جاك بريدغ                                    | 200 م فردي متنوع SM10         | 2:21.35           | 11      | لم يتأهل       | لم يتأهل       |                 |         |    |          |          |
| جيمس كليج                                    | 50 م حرة S12                  | 25.52             | =7 تأهل | 25.20          | 6              |                 |         |    |          |          |
| جيمس كليج                                    | 100 م حرة S12                 | 56.05             | 7 تأهل  | 55.94          | 8              |                 |         |    |          |          |
| جيمس كليج                                    | 100 م فراشة S12               | 59.99             | 3 Q     | 1:00.00        | قالب:برونزية03 |                 |         |    |          |          |
| جوزيف كريغ                                   | 50 م حرة S7                   | 29.48             | 7 Q     | 29.39          | 7              |                 |         |    |          |          |
| جوزيف كريغ                                   | 100 م حرة S7                  | 1:04.00           | 4 Q     | 1:02.20        | 4              |                 |         |    |          |          |
| جوزيف كريغ                                   | 400 م حرة S7                  | 4:45.79 WR        | 1 Q     | 4:42.81 WR     | الأول          |                 |         |    |          |          |
| جيمس كريسب                                   | 100 م حرة S9                  | 1:00.76           | 17      | لم يتأهل       | لم يتأهل       |                 |         |    |          |          |
| جيمس كريسب                                   | 400 م حرة S9                  | 4:26.03           | 8 Q     | 4:26.61        | 8              |                 |         |    |          |          |
| جيمس كريسب                                   | 100 م ظهر S9                  | 1:04.01           | 2 ت     | 1:03.62        | الثاني         |                 |         |    |          |          |
| جيمس كريسب                                   | 100 م صدر SB8                 | 1:15.84           | 5 ت     | 1:15.71        | 6              |                 |         |    |          |          |
| جيمس كريسب                                   | 200 م فردي متنوع SM9          | 2:22.09           | 3 ت     | 2:21.10        | 5              |                 |         |    |          |          |
| جراهام إدموندز                               | 50 م حرة S10                  | 25.28             | 10      | لم يتقدم       | لم يتقدم       |                 |         |    |          |          |
| جراهام إدموندز                               | 100 م حرة S10                 | 56.01             | 13      | لم يتقدم       | لم يتقدم       |                 |         |    |          |          |
| جراهام إدموندز                               | 100 م فراشة S10               | 1:05.48           | 19      | لم يتقدم       | لم يتقدم       |                 |         |    |          |          |
| جوناثان فوكس                                 | 50 متر حر S7                  | 29.38             | 6 تأهل  | 28.87          | 6              |                 |         |    |          |          |
| جوناثان فوكس                                 | 100 متر حر S7                 | 1:02.47           | 2 تأهل  | 1:02.26        | 5              |                 |         |    |          |          |
| جوناثان فوكس                                 | 400 متر حر S7                 | 4:49.91           | 2 تأهل  | 4:48.03        | 4              |                 |         |    |          |          |
| جوناثان فوكس                                 | 100 متر ظهر S7                | 1:09.86 رقم عالمي | 1 تأهل  | 1.10.46        | الأول          |                 |         |    |          |          |
| شون فريزر                                    | 50 متر حرة S8                 | 28.20             | 11      | لم يتأهل       | لم يتأهل       |                 |         |    |          |          |
| شون فريزر                                    | 100 متر حرة S8                | 1:00.78           | 6 تأهل  | 1:00.58        | 7              |                 |         |    |          |          |
| شون فريزر                                    | 100 متر ظهر S8                | 1:10.02           | 5 تأهل  | 1:09.67        | 5              |                 |         |    |          |          |
| شون فريزر                                    | 100 متر فراشة S8              | 1:05.94           | 7 تأهل  | 1:05.99        | 6              |                 |         |    |          |          |
| جيمس هوليس                                   | 100 متر ظهر S10               | 1:06.40           | 13      | لم يتأهل       | لم يتأهل       |                 |         |    |          |          |
| جيمس هوليس                                   | 100 m فراشة S10               | 59.98             | 10      | لم يتأهل       | لم يتأهل       |                 |         |    |          |          |
| أوليفر هايند                                 | 400 m حرة S8                  | 4:36.40           | 3 تأهل  | 4:27.88        | الثاني         |                 |         |    |          |          |
| أوليفر هايند                                 | 100 m ظهر S8                  | 1:08.59           | 3 تأهل  | 1:08.35        | الثالث         |                 |         |    |          |          |
| أوليفر هايند                                 | 100 م فراشة S8                | 1:07.62           | 12      | لم يتأهل       | لم يتأهل       |                 |         |    |          |          |
| أوليفر هايند                                 | 200 م فردي متنوع SM8          | 2:27.95           | 2 تأهل  | 2:24.63 أوروبا | قالب:ذهبية01   |                 |         |    |          |          |
| سام هايند                                    | 100 م حرة S8                  | 1:05.21           | 14      | لم يتأهل       | لم يتأهل       |                 |         |    |          |          |
| سام هايند                                    | 400 م حرة S8                  | 4:33.25           | 1 Q     | 4:32.93        | الثالث         |                 |         |    |          |          |
| سام هايند                                    | 100 م صدر SB8                 | 1:16.80           | 7 Q     | 1:16.64        | 7              |                 |         |    |          |          |
| سام هايند                                    | 200 م فردي متنوع SM8          | 2:28.88           | 3 Q     | 2:28.03        | 4              |                 |         |    |          |          |
| ساشا كيندريد                                 | 50 م حرة S6                   | 33.36             | 10      | لم يتقدم       | لم يتقدم       |                 |         |    |          |          |
| ساشا كيندريد                                 | 50 م فراشة S6                 | 33.19             | 6 ت     | DSQ            | DSQ            |                 |         |    |          |          |
| ساشا كيندريد                                 | 100 م صدر SB7                 | 1:23.59           | 4 ت     | 1:23.53        | 4              |                 |         |    |          |          |
| ساشا كيندريد                                 | 200 م فردي متنوع SM6          | 2:44.29           | 1 ت     | 2:41.50 EU     | الثاني         |                 |         |    |          |          |
| آرون موريس                                   | 100 م ظهر S14                 | 1:04.80           | 3 تأهل  | 1:04.44        | الثاني         |                 |         |    |          |          |
| آرون موريس                                   | 100 م صدر SB14                | 1:11.10           | 6 تأهل  | 1:10.46        | 6              |                 |         |    |          |          |
| أندرو مولين                                  | 50 م حرة S5                   | 37.40             | 8 تأهل  | 38.08          | 8              |                 |         |    |          |          |
| أندرو مولين                                  | 50 م ظهر S5                   | 39.69             | 4 تأهل  | 39.54          | 4              |                 |         |    |          |          |
| أندرو مولين                                  | 50 م فراشة S5                 | 39.71             | 4 تأهل  | 40.04          | 4              |                 |         |    |          |          |
| جيمس أوشي                                    | 100 م صدر SB5                 | 1:39.88           | 5 تأهل  | 1:38.30        | 4              |                 |         |    |          |          |
| دانييل بيبر                                  | 200 م حرة S14                 | 2:01.94           | 4 Q     | 2:03.27        | 7              |                 |         |    |          |          |
| دانييل بيبر                                  | 100 م صدر SB14                | 1:11.27           | 7 Q     | 1:12.64        | 7              |                 |         |    |          |          |
| مورغين بيترز                                 | 100 م ظهر S9                  | 1:05.12           | 4 Q     | 1:04.79        | 5              |                 |         |    |          |          |
| بين بروكتر                                   | 200 م حرة S14                 | 2:01.97           | 5 تأهل  | 2:03.30        | 8              |                 |         |    |          |          |
| بين بروكتر                                   | 100 م ظهر S14                 | 1:06.01           | 7 تأهل  | 1:05.88        | 5              |                 |         |    |          |          |
| كريغ رودجي                                   | 200 م حرة S14                 | 2:05.59           | 9       | لم يتأهل       | لم يتأهل       | 100 متر ظهر S14 | 1:07.03 | 12 | لم يتأهل | لم يتأهل |
| كريغ رودجي                                   | أنتوني ستيفنز                 | 50 متر حرة S5     | 35.59   | 7 تأهيل        | 35.74          | 6               |         |    |          |          |
| 100 متر حرة S5                               | أنتوني ستيفنز                 | 1:19.05           | 4 تأهيل | 1:17.23        | 5              |                 |         |    |          |          |
| 200 متر حرة S5                               | أنتوني ستيفنز                 | 2:51.42           | 4 تأهل  | 2:49.83        | 4              |                 |         |    |          |          |
| 50 متر ظهر S5                                | أنتوني ستيفنز                 | 43.60             | 11      | لم يتقدم       | لم يتقدم       |                 |         |    |          |          |
| 50 متر فراشة S5                              | أنتوني ستيفنز                 | DNS               | DNS     | لم يتقدم       | لم يتقدم       |                 |         |    |          |          |
| ماثيو ووكر                                   | 50 م حرة S7                   | 28.59             | 2 Q     | 28.47          | الثالث         |                 |         |    |          |          |
| ماثيو ووكر                                   | 50 م فراشة S7                 | 33.06             | 6 Q     | 33.93          | 7              |                 |         |    |          |          |
| روبرت ويلبورن                                | 100 متر سباحة حرة S10         | 55.45             | 10      | لم يتأهل       | لم يتأهل       |                 |         |    |          |          |
| روبرت ويلبورن                                | 400 متر سباحة حرة S10         | 4:17.13           | 5 تأهل  | 4:08.18        | الثالث         |                 |         |    |          |          |
| روبرت ويلبورن                                | 100 متر فراشة S10             | 1:01.96           | 15      | لم يتأهل       | لم يتأهل       |                 |         |    |          |          |
| روبرت ويلبورن                                | 200 م فردي متنوع SM10         | 2:19.80           | 10      | لم يتأهل       | لم يتأهل       |                 |         |    |          |          |
| ماثيو ووروود                                 | 50 م سباحة حرة S6             | 33.91             | 13      | لم يتأهل       | لم يتأهل       |                 |         |    |          |          |
| ماثيو ووروود                                 | 100 م سباحة حرة S6            | 1:11.47           | 7 تأهل  | 1:11.21        | 7              |                 |         |    |          |          |
| ماثيو ووروود                                 | 400 م سباحة حرة S6            | 5:17.28           | 3 تأهل  | 5:11.59        | الثالث         |                 |         |    |          |          |
| ماثيو ووروود                                 | 100 م سباحة صدر SB6           | 1:36.09           | 10      | لم يتأهل       | لم يتأهل       |                 |         |    |          |          |
| ماثيو ووروود                                 | 200 م فردي متنوع SM6          | 2:53.82           | 5 تأهل  | 2:53.08        | 5              |                 |         |    |          |          |
| توماس يونغ                                   | 50 متر سباحة حرة S8           | 27.81             | =7 تأهل | 27.71          | 7              |                 |         |    |          |          |
| توماس يونغ                                   | 100 متر سباحة حرة S8          | 1:01.85           | 8 تأهل  | 1:00.53        | 6              |                 |         |    |          |          |
| توماس يونغ                                   | 400 متر سباحة حرة S8          | 4:34.16           | 2 تأهل  | 4:33.57        | 4              |                 |         |    |          |          |
| توماس يونغ                                   | 100 متر ظهر S8                | 1:09.54           | 4 تأهل  | 1:08.91        | 4              |                 |         |    |          |          |
| توماس يونغ                                   | 100 متر صدر SB7               | 1:24.90           | 5 تأهل  | 1:23.69        | 5              |                 |         |    |          |          |
| توماس يونغ                                   | 200 متر فردي متنوع SM8        | 2:35.98           | 11      | لم يتأهل       | لم يتأهل       |                 |         |    |          |          |
| شون فريزر سام هايند روبرت ويلبورن توماس يونج | 4 × 100 م تتابع حرة 34 نقطة   | 3:57.87           | 1 ت     | 3:56.38        | 5              |                 |         |    |          |          |
| جاك بريدغ جوناثان فوكس جيمس هوليس توماس يونج | 4 × 100 م تتابع متنوع 34 نقطة | 4:22.79           | 1 ت     | 4:20.54        | 5              |                 |         |    |          |          |

تم تحديد المتأهلين إلى الجولات النهائية (ت) لجميع الأحداث بناءً على الزمن فقط، لذلك فإن المواقع المعروضة هي النتائج الإجمالية مقابل المنافسين في جميع التصفيات.

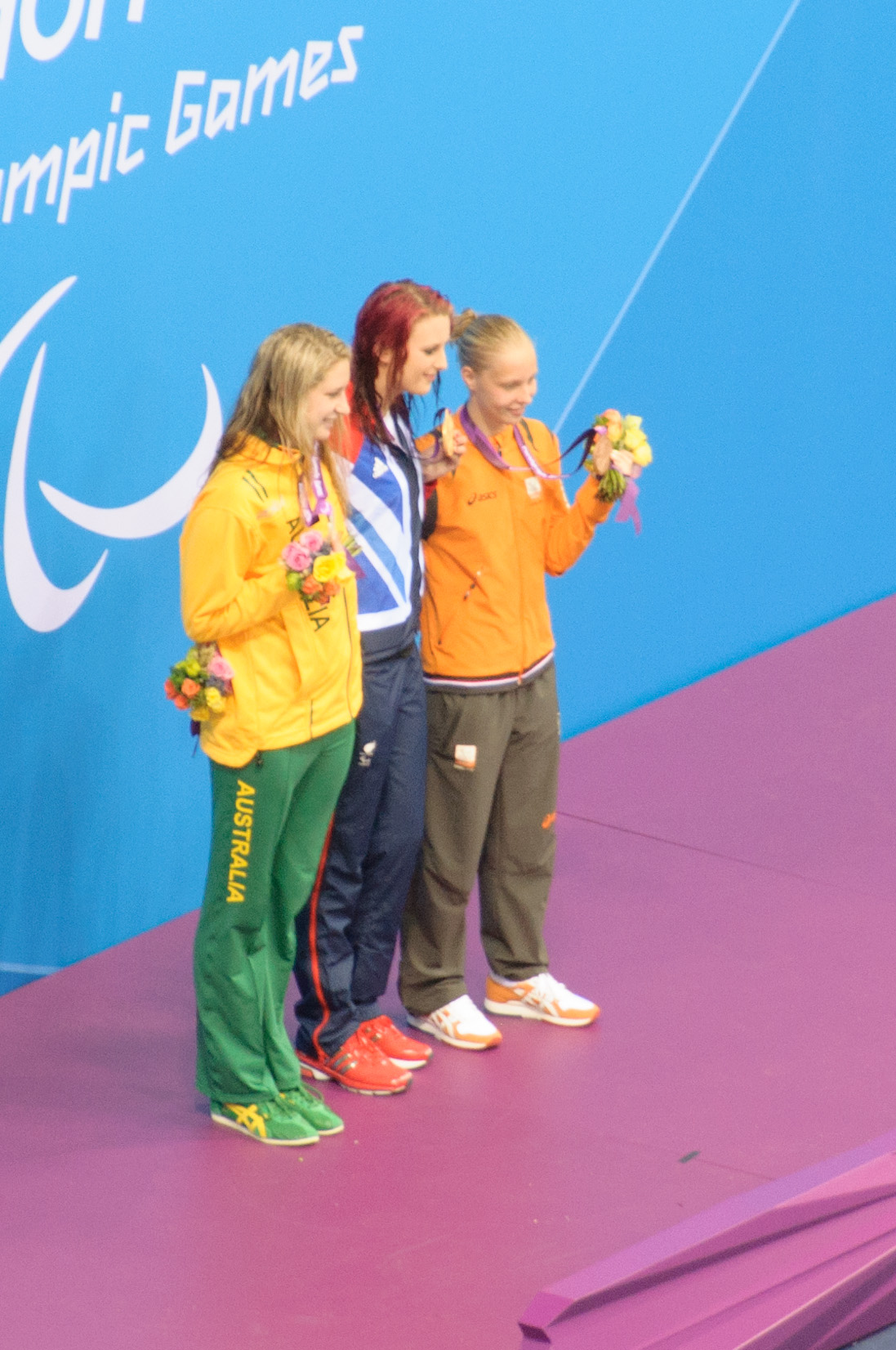
جيسيكا جين أبليغيت (في الوسط) بعد فوزها بالميدالية الذهبية في سباق 200 متر حرة فئة S14 للسيدات.

نساء
| الرياضية                                               | الأحداث                       | التصفيات              | التصفيات | النهائي                  | النهائي     |
| الرياضية                                               | الأحداث                       | الوقت                 | الترتيب  | الوقت                    | الترتيب     |
| ------------------------------------------------------ | ----------------------------- | --------------------- | -------- | ------------------------ | ----------- |
| جيما ألموند                                            | 100 م سباحة حرة S10           | 1:07.40               | 13       | لم تتأهل                 | لم تتأهل    |
| جيما ألموند                                            | 400 م سباحة حرة S10           | 5:07.43               | 11       | لم تتأهل                 | لم تتأهل    |
| جيما ألموند                                            | 100 م فراشة S10               | 1:14.07               | 8 تأهلت  | 1:13.24                  | 8           |
| جيما ألموند                                            | 200 م فردي متنوع SM10         | 2:41.28               | 7 تأهل   | 2:42.16                  | 8           |
| جيسيكا جين أبليغيت                                     | 200 م حرة S14                 | 2:14.31               | 1 تأهل   | 2:12.63 رقم قياسي شخصي   | الأول       |
| جيسيكا جين أبليغيت                                     | 100 م ظهر S14                 | 1:10.32               | 3 تأهل   | 1:09.58                  | 4           |
| كلير كاشمور                                            | 100 م حرة S9                  | 1:06.81               | 9        | لم تتأهل                 | لم تتأهل    |
| كلير كاشمور                                            | 100 م فراشة S9                | 1:13.26               | 6 ت      | 1:14.56                  | 8           |
| كلير كاشمور                                            | 100 م صدر SB8                 | 1:22.90               | 1 ت      | 1:20.39                  | الثاني      |
| كلير كاشمور                                            | 200 م فردي متنوع SM9          | 2:39.75               | 4 تأهل   | 2:38.08                  | 4           |
| كلوي ديفيز                                             | 200 م حرة S14                 | 2:18.10               | 9        | لم تتأهل                 | لم تتأهل    |
| كلوي ديفيز                                             | 100 م ظهر S14                 | 1:09.22               | 1 تأهل   | 1:10.10                  | 5           |
| هيذر فريدريكسين                                        | 50 م حرة S8                   | 32.34                 | 6 تأهل   | 31.93                    | 6           |
| هيذر فريدريكسين                                        | 100 م حرة S8                  | 1:07.53               | 2 تأهل   | 1:08.07                  | الثاني      |
| هيذر فريدريكسين                                        | 400 م حرة S8                  | 4:58.29               | 2 تأهل   | 5:00.50                  | الثاني      |
| هيذر فريدريكسين                                        | 100 م ظهر S8                  | 1:17.63               | 1 تأهل   | 1:17.00                  | الأول       |
| ريانون هنري                                            | 50 م حرة S13                  | 29.06                 | 5 تأهل   | 29.41                    | 7           |
| ريانون هنري                                            | 100 م حرة S13                 | 1:01.87               | 4 تأهل   | 1:02.00                  | 4           |
| ريانون هنري                                            | 200 م فردي متنوع SM13         | 2:35.83               | 4 ت      | 2:32.84                  | 4           |
| شارلوت هينشو                                           | 400 م حرة S8                  | 5:42.19               | 12       | لم تتأهل                 | لم تتأهل    |
| شارلوت هينشو                                           | 100 م صدر SB6                 | 1:39.64 أفضل رقم شخصي | 1 ت      | 1:39.16                  | قالب:فضية02 |
| إيما هوليس                                             | 100 م حرة S8                  | 1:25.35               | 18       | لم تتقدم                 | لم تتقدم    |
| إيما هوليس                                             | 400 م حرة S8                  | 6:02.84               | 14       | لم تتقدم                 | لم تتقدم    |
| إيما هوليس                                             | 100 م صدر SB7                 | DNS                   | DNS      | لم تتقدم                 | لم تتقدم    |
| إيما هوليس                                             | 200 م فردي متنوع SM8          | 3:28.90               | 13       | لم تتقدم                 | لم تتقدم    |
| ليز جونسون                                             | 100 م صدر SB6                 | 1:41.09               | 2 ت      | 1:40.90                  | الثالث      |
| ليز جونسون                                             | 200 م متنوع فردي SM6          | 3:28.22               | 7 ت      | 3:25.64                  | 6           |
| ناتالي جونز                                            | 50 م حرة S6                   | 38.74                 | 10       | لم تتأهل                 | لم تتأهل    |
| ناتالي جونز                                            | 100 م حرة S6                  | 1:22.74               | 8 تأهل   | 1:22.64                  | 7           |
| ناتالي جونز                                            | 400 م حرة S6                  | 6:03.95               | 7 تأهل   | 6:02.02                  | 7           |
| ناتالي جونز                                            | 50 م فراشة S6                 | 41.97                 | 10       | لم يتقدم                 | لم يتقدم    |
| ناتالي جونز                                            | 200 م فردي متنوع SM6          | 3:16.41               | 2 تأهل   | 3:14.29                  | الثالث      |
| نيري كيندريد                                           | 100 م ظهر S6                  | 1:27.96 رقم شخصي      | 1 تأهل   | 1:26.23                  | الثاني      |
| هارييت لي                                              | 50 م حرة S10                  | 29.97                 | 10       | لم تتقدم                 | لم تتقدم    |
| هارييت لي                                              | 100 م صدر SB9                 | 1:19.44               | 3 Q      | 1:19.53                  | الثالث      |
| هارييت لي                                              | 200 م فردي متنوع SM10         | 2:38.06               | 6 Q      | 2:39.42                  | 7           |
| إيمي مارين                                             | 50 م حرة S9                   | 31.02                 | 10       | لم تتأهل                 | لم تتأهل    |
| إيمي مارين                                             | 400 م سباحة حرة S9            | 4:53.04               | 4 تأهل   | 4:50.79                  | 4           |
| إيمي مارين                                             | 100 م سباحة ظهر S9            | 1:14.21               | 5 تأهل   | 1:14.31                  | 5           |
| ناتالي ماسي                                            | 200 م سباحة حرة S14           | 2:16.21               | 4 تأهل   | 2:15.35                  | 6           |
| ناتالي ماسي                                            | 100 متر ظهر S14               | 1:11.89               | 7 Q      | 1:12.87                  | 7           |
| ناتالي ماسي                                            | 100 متر صدر SB14              | 1:26.56               | 9        | لم يتأهل                 | لم يتأهل    |
| ستيفاني ميلوارد                                        | 400 متر حرة S9                | 4:46.00               | 2 Q      | 4:40.01 EU               | قالب:فضية02 |
| ستيفاني ميلوارد                                        | 100 م ظهر S9                  | 1:10.81               | 2 تأهل   | 1:11.07                  | الثاني      |
| ستيفاني ميلوارد                                        | 100 م فراشة S9                | 1:12.32               | 4 تأهل   | 1:12.01                  | 5           |
| ستيفاني ميلوارد                                        | 200 م فردي متنوع SM9          | 2:38.47               | 2 تأهل   | 2:36.21                  | الثاني      |
| سوزي رودجرز                                            | 50 م حرة S7                   | 34.74                 | 5 تأهل   | 34.08                    | 4           |
| سوزي رودجرز                                            | 100 م حرة S7                  | 1:12.86               | 2 تأهل   | 1:12.61                  | الثالث      |
| سوزي رودجرز                                            | 400 م حرة S7                  | 5:22.08 أوروبا        | 2 تأهل   | 5:18.93 أوروبا           | الثالث      |
| سوزي رودجرز                                            | 100 م ظهر S7                  | 1:26.09               | 3 تأهل   | 1:26.03                  | 6           |
| سوزي رودجرز                                            | 50 م فراشة S7                 | 37.45                 | 3 تأهل   | 37.54                    | 4           |
| هانا راسل                                              | 50 م حرة S12                  | 28.32                 | 4 تأهل   | 28.07                    | 4           |
| هانا راسل                                              | 100 متر حرة S12               | 1:02.22               | 1 تأهل   | 1:02.38                  | 6           |
| هانا راسل                                              | 400 متر حرة S12               | 4:41.25               | 1 تأهل   | 4:38.60                  | الثاني      |
| هانا راسل                                              | 100 متر ظهر S12               | 1:11.18               | 1 تأهل   | 1:10.15                  | الثالث      |
| هانا راسل                                              | 100 م فراشة S12               | —                     | —        | 1:08.57                  | الثالث      |
| إلينور سيموندز                                         | 50 م حرة S6                   | 36.45                 | 4 Q      | 36.11                    | الثالث      |
| إلينور سيموندز                                         | 100 م حرة S6                  | 1:16.68               | 2 Q      | 1:14.82 الاتحاد الأوروبي | الثاني      |
| إلينور سيموندز                                         | 400 م حرة S6                  | 5:24٫64 PR            | 1 Q      | 5:19٫17 WR               | الأول       |
| إلينور سيموندز                                         | 200 م فردي متنوع SM6          | 3:06٫97 WR            | 1 Q      | 3:05٫39 WR               | الأول       |
| لورين ستيدمان                                          | 50 م حرة S9                   | 31٫04                 | 11       | لم تتأهل                 | لم تتأهل    |
| لورين ستيدمان                                          | 100 م حرة S9                  | 1:05.98               | 8 تأهل   | 1:06.07                  | 8           |
| لورين ستيدمان                                          | 400 م حرة S9                  | 4:56.23               | 7 تأهل   | 4:55.17                  | 6           |
| لويز واتكين                                            | 50 م حرة S9                   | 29.35                 | 1 تأهل   | 29.21                    | قالب:فضي02  |
| لويز واتكين                                            | 100 م حرة S9                  | 1:04.63               | 3 تأهل   | 1:04.45                  | 5           |
| لويز واتكين                                            | 100 م صدر SB9                 | 1:25.48               | 10       | لم يتأهل                 | لم يتأهل    |
| لويز واتكين                                            | 200 م فردي متنوع SM9          | 2:39.21               | 3 تأهل   | 2:37.79                  | الثالث      |
| كلير كاشمور ستيفاني ميلوارد سوزي رودجرز لويز واتكين    | 4 × 100 م حرة تتابع 34 نقطة   | —                     | —        | 4:24.71 الاتحاد الأوروبي | الثالث      |
| كلير كاشمور هيذر فريدريكسن ستيفاني ميلوارد لويز واتكين | 4 × 100 م تتابع متنوع 34 نقطة | —                     | —        | 4:53.98                  | الثاني      |

تم تحديد المتأهلين للجولات اللاحقة (ت) في جميع الأحداث بناءً على الوقت فقط، لذلك تشير المراكز المعروضة إلى النتائج الإجمالية مقابل المنافسين في جميع التصفيات.

## كرة الطاولة
تنافس ثلاثة عشر رياضياً من بريطانيا العظمى في تنس الطاولة. يتنافس الرياضيون في الفئات من 1 إلى 5 على الكراسي المتحركة، بينما يتنافس الرياضيون في الفئات من 6 إلى 10 وقوفاً. وتشير الفئات ذات الأرقام الأدنى إلى إعاقة أشد. الرياضيون ذوو الإعاقات الذهنية يتنافسون في الفئة 11.
ويل بايلي حصل على الميدالية الفضية في فئة الفردي للرجال من الدرجة السابعة، حيث خسر أمام يوشن فولمريت من ألمانيا في النهائي. باول ديفيز، الذي يشارك في أولمبياته البارالمبية، فاز بميدالية برونزية في فئة الفردي للرجال من الدرجة الأولى. في منافسات الفرق، فاز كلا من فريق الرجال للدرجة 6-8 وفريق السيدات للدرجة 1-3 بميداليات برونزية بعد انتصارات على ألمانيا وإيطاليا على التوالي.
الرجال
| الرياضي                         | الحدث            | التصفيات                          | التصفيات                         | التصفيات      | ربع النهائي                   | نصف النهائي                   | النهائي / BM                  | النهائي / BM   |
| الرياضي                         | الحدث            | المنافس النتيجة                   | المنافس النتيجة                  | الترتيب       | المنافس النتيجة               | المنافس النتيجة               | المنافس النتيجة               | الترتيب        |
| ------------------------------- | ---------------- | --------------------------------- | -------------------------------- | ------------- | ----------------------------- | ----------------------------- | ----------------------------- | -------------- |
| باول ديفيز                      | فردي الفئة 1     | بورجاتو (إيطاليا) · فوز 3–0       | فيفيرا (النمسا) · فوز 3–2        | 1             | —                             | نيكيليس (ألمانيا) · خسارة 0–3 | لي (كوريا الجنوبية) · فوز 3–2 | قالب:برونزية03 |
| روب ديفيز                       | فردي الفئة 1     | كوينلان (جزيرة أيرلندا) · فوز 3–0 | دوكاي (فرنسا) · خسارة 2–3        | 2             | —                             | لم يتأهل                      | لم يتأهل                      | لم يتأهل       |
| سكوت روبرتسون                   | فردي الفئة 5     | تساو (الصين) · خ سر 1–3           | تاوس (جمهورية التشيك) · خ سر 0–3 | 3             | —                             | لم يتأهل                      | لم يتأهل                      | لم يتأهل       |
| ديفيد ويذريل                    | فردي الفئة 6     | أليتشي (إيطاليا) · فز 3–2         | كوسياك (ألمانيا) · خ سر 1–3      | 3             | لم يتأهل                      | لم يتأهل                      | لم يتأهل                      | لم يتأهل       |
| ويل بايلي                       | فردي الفئة 7     | نامساكا (تايلاند) · فز 3–0        | لياو (الصين) · فز 3–0            | 1             | وداع                          | نيكولينكو (أوكرانيا) · فز 3–1 | وولمرت (ألمانيا) · خ سر 1–3   | الثاني         |
| بول كارابارداك                  | فردي الفئة 7     | كيم (كوريا الجنوبية) · فوز 3–0    | بوبوف (أوكرانيا) · خسارة 0–3     | 2             | لم يتأهل                      | لم يتأهل                      | لم يتأهل                      | لم يتأهل       |
| آرون مككيبين                    | الفردي الفئة 8   | سون (الصين) · خسارة 0–3           | لويك (بلجيكا) · خسارة 2–3        | 3             | لم يتأهل                      | لم يتأهل                      | لم يتأهل                      | لم يتأهل       |
| روس ويلسون                      | الفردي الفئة 8   | انتقال تلقائي                     | انتقال تلقائي                    | انتقال تلقائي | سكجزنائيكي (بولندا) · فوز 3–1 | زهاو (الصين) · خسارة 2–3      | أندرسون (السويد) · خسارة 0–3  | 4              |
| كيم ديبيل                       | فردي الفئة 10    | كاربيناتي (البرازيل) · فوز 3–0    | ليان (الصين) · خسارة 2–3         | 2             | لم يتأهل                      | لم يتأهل                      | لم يتأهل                      | لم يتأهل       |
| ويل بيلي آرون مككيبن روس ويلسون | الفريق الفئة 6–8 | وداع                              | وداع                             | وداع          | إيطاليا (ITA) · فوز 3–0       | بولندا (POL) · خسارة 2–3      | ألمانيا (GER) · فوز 3–0       | الثالث         |

نساء
| الرياضية           | الحدث          | التصفيات                      | التصفيات                     | التصفيات | ربع النهائي               | نصف النهائي                  | النهائي / BM              | النهائي / BM |
| الرياضية           | الحدث          | المعارضة النتيجة              | المعارضة النتيجة             | الترتيب  | المعارضة النتيجة          | المعارضة النتيجة             | المعارضة النتيجة          | الترتيب      |
| ------------------ | -------------- | ----------------------------- | ---------------------------- | -------- | ------------------------- | ---------------------------- | ------------------------- | ------------ |
| جين كامبل          | فردي الفئة 3   | سيجالا (المكسيك) · ف 3–2      | التينتاس (تركيا) · ف 3–1     | 1        | آهلكويست (السويد) · خ 0–3 | لم تتأهل                     | لم تتأهل                  | لم تتأهل     |
| سارا هيد           | فردي الفئة 3   | تشوي (كوريا الجنوبية) · ف 3–2 | برونيلي (إيطاليا) · ف 3–2    | 1        | بينتار (سلوفينيا) · ف 3–2 | مادر (النمسا) · خ 0–3        | كانوفا (سلوفاكيا) · خ 1–3 | 4            |
| سوزان جيلروي       | فردي الفئة 4   | أحمد (مصر) · ف 3–0            | مون (كوريا الجنوبية) · خ 1–3 | 2        | —                         | لم تتأهل                     | لم تتأهل                  | لم تتأهل     |
| فيكتوريا بروملي    | فردي الفئة 11  | كوساتشيفا (روسيا) · خ 0–3     | وونغ (هونغ كونغ) · خ 0–3     | 3        | —                         | لم تتأهل                     | لم تتأهل                  | لم تتأهل     |
| جين كامبل سارا هيد | فريق الفئة 1–3 | وداع                          | وداع                         | وداع     | تركيا (TUR) · ف 3–2       | كوريا الجنوبية (KOR) · خ 0–3 | إيطاليا (ITA) · ف 3–2     | الثالث       |

## كرة السلة على الكراسي المتحركة
بصفتها الدولة المستضيفة، تأهلت بريطانيا العظمى بشكل تلقائي بفريق رجالي وفريق نسائي في كرة السلة على الكراسي المتحركة. يُمنح الرياضيون المشاركون درجة تصنيف من ثمانية مستويات خاصة بكرة السلة على الكراسي المتحركة، تتراوح من 0.5 إلى 4.5، حيث تشير درجات أقل إلى درجة أعلى من الإعاقة. لا يمكن أن يتجاوز مجموع درجات جميع اللاعبين على الملعب مستوى 14.
فريق الرجال هُزم من قبل كندا في نصف النهائي واحتل المركز الرابع بعد خسارته في مباراة الميدالية البرونزية أمام الولايات المتحدة. فريق النساء تم إقصاؤه من المنافسة في مرحلة ربع النهائي على يد ألمانيا. أنهوا في المركز السابع بعد فوزهم في مباراة تحديد التصنيف ضد المكسيك.

### بطولة الرجال
كرة السلة على الكراسي المتحركة في الألعاب البارالمبية الصيفية 2012 – قوائم فرق الرجال
| مرحلة المجموعات      | مرحلة المجموعات | ربع النهائي       | نصف النهائي      | النهائي                                          | النهائي |
| المعارضة النتيجة     | الترتيب         | المعارضة النتيجة  | المعارضة النتيجة | المعارضة النتيجة                                 | الترتيب |
| -------------------- | --------------- | ----------------- | ---------------- | ------------------------------------------------ | ------- |
| ألمانيا · خسر 72–77  | 3 ق             | تركيا · فاز 75–70 | كندا · خسر 52–69 | النهائي للبرونزية · الولايات المتحدة · خسر 46–61 | 4       |
| كندا · خسر 54–70     | 3 ق             | تركيا · فاز 75–70 | كندا · خسر 52–69 | النهائي للبرونزية · الولايات المتحدة · خسر 46–61 | 4       |
| كولومبيا · فاز 81–41 | 3 ق             | تركيا · فاز 75–70 | كندا · خسر 52–69 | النهائي للبرونزية · الولايات المتحدة · خسر 46–61 | 4       |
| بولندا · فاز 87–58   | 3 ق             | تركيا · فاز 75–70 | كندا · خسر 52–69 | النهائي للبرونزية · الولايات المتحدة · خسر 46–61 | 4       |
| اليابان · فاز 71–55  | 3 ق             | تركيا · فاز 75–70 | كندا · خسر 52–69 | النهائي للبرونزية · الولايات المتحدة · خسر 46–61 | 4       |

مرحلة المجموعات
كرة السلة على الكراسي المتحركة في الألعاب البارالمبية الصيفية 2012 – بطولة الرجال
كرة السلة على الكراسي المتحركة في الألعاب البارالمبية الصيفية 2012 – بطولة الرجال
كرة السلة على الكراسي المتحركة في الألعاب البارالمبية الصيفية 2012 – بطولة الرجال
كرة السلة على الكراسي المتحركة في الألعاب البارالمبية الصيفية 2012 – بطولة الرجال
كرة السلة على الكراسي المتحركة في الألعاب البارالمبية الصيفية 2012 – بطولة الرجال
كرة السلة على الكراسي المتحركة في الألعاب البارالمبية الصيفية 2012 – بطولة الرجال
ربع النهائي
كرة السلة على الكراسي المتحركة في الألعاب البارالمبية الصيفية 2012 – بطولة الرجال
نصف النهائي
كرة السلة على الكراسي المتحركة في الألعاب البارالمبية الصيفية 2012 – بطولة الرجال
مباراة الميدالية البرونزية
كرة السلة على الكراسي المتحركة في الألعاب البارالمبية الصيفية 2012 – بطولة الرجال

### بطولة السيدات
كرة السلة على الكراسي المتحركة في الألعاب البارالمبية الصيفية 2012 – تشكيلات الفرق للسيدات
| مرحلة المجموعات    | مرحلة المجموعات | ربع النهائي       | نصف النهائي                                          | النهائي                                               | النهائي |
| المعارض النتيجة    | الرتبة          | المعارض النتيجة   | المعارض النتيجة                                      | المعارض النتيجة                                       | الرتبة  |
| ------------------ | --------------- | ----------------- | ---------------------------------------------------- | ----------------------------------------------------- | ------- |
| هولندا · خ 35–62   | 4 ن             | ألمانيا · خ 44–55 | المركز الخامس–الثامن · نصف النهائي · الصين · خ 55–72 | مباراة تحديد المركز السابع/الثامن · المكسيك · ف 59–37 | 7       |
| أستراليا · خ 24–51 | 4 ن             | ألمانيا · خ 44–55 | المركز الخامس–الثامن · نصف النهائي · الصين · خ 55–72 | مباراة تحديد المركز السابع/الثامن · المكسيك · ف 59–37 | 7       |
| البرازيل · ف 42–37 | 4 ن             | ألمانيا · خ 44–55 | المركز الخامس–الثامن · نصف النهائي · الصين · خ 55–72 | مباراة تحديد المركز السابع/الثامن · المكسيك · ف 59–37 | 7       |
| كندا · خ 50–67     | 4 ن             | ألمانيا · خ 44–55 | المركز الخامس–الثامن · نصف النهائي · الصين · خ 55–72 | مباراة تحديد المركز السابع/الثامن · المكسيك · ف 59–37 | 7       |

مرحلة المجموعات
Wheelchair basketball at the 2012 Summer Paralympics – Women's tournament
Wheelchair basketball at the 2012 Summer Paralympics – Women's tournament
Wheelchair basketball at the 2012 Summer Paralympics – Women's tournament
Wheelchair basketball at the 2012 Summer Paralympics – Women's tournament
Wheelchair basketball at the 2012 Summer Paralympics – Women's tournament
ربع النهائي
Wheelchair basketball at the 2012 Summer Paralympics – Women's tournament
مباراة نصف النهائي للمراكز من الخامس إلى الثامن
Wheelchair basketball at the 2012 Summer Paralympics – Women's tournament
مباراة تحديد المركزين السابع والثامن
Wheelchair basketball at the 2012 Summer Paralympics – Women's tournament

## المبارزة للكراسي المتحركة
سميت بريطانيا العظمى فريقًا مكونًا من سبعة مبارزين يتنافسون في خمسة أحداث. وشمل الفريق غابي داون التي تبلغ من العمر 14 عامًا وكذلك الفائز بميدالية برونزية في عام 1992 ديفيد هيتون الذي عاد إلى الرياضة بعد أن تقاعد بعد بارالمبياد 2004.
توم هول-بوتشر تقدم من مرحلتي التأهيل الافتتاحية لكنه خسر أمام تشيونج منغ تشاي من هونغ كونغ في جولة الستة عشر الأخيرة. تم إقصاء جاستين مور في جولات التأهيل لكل من منافسات الفويل والفردي للسيدات والمبارزة بالسيف. أنهى كلا الفريقين للرجال والسيدات في المركز الثامن دون الفوز بأي مباراة.
| الرياضي                             | الحدث                               | التأهيل                | التأهيل | التأهيل | دور الـ 16                  | ربع النهائي                   | نصف النهائي                                 | النهائي / BM                          | النهائي / BM |
| الرياضي                             | الحدث                               | المنافس                | النتيجة | الترتيب | المنافس النتيجة             | المنافس النتيجة               | المنافس النتيجة                             | المنافس النتيجة                       | الترتيب      |
| ----------------------------------- | ----------------------------------- | ---------------------- | ------- | ------- | --------------------------- | ----------------------------- | ------------------------------------------- | ------------------------------------- | ------------ |
| توم هال-بوتشر                       | سيف المبارزة الفردي للرجال الفئة A  | تسيدريك (أوكرانيا)     | ف 5–1   | 11 تأهل | شيونغ (هونغ كونغ) · خ 10–15 | لم يتأهل                      | لم يتأهل                                    | لم يتأهل                              | لم يتأهل     |
| توم هال-بوتشر                       | سيف المبارزة الفردي للرجال الفئة A  | نوبل (فرنسا)           | خ 1–5   | 11 تأهل | شيونغ (هونغ كونغ) · خ 10–15 | لم يتأهل                      | لم يتأهل                                    | لم يتأهل                              | لم يتأهل     |
| توم هال-بوتشر                       | سيف المبارزة الفردي للرجال الفئة A  | شيونغ (هونغ كونغ)      | خ 4–5   | 11 تأهل | شيونغ (هونغ كونغ) · خ 10–15 | لم يتأهل                      | لم يتأهل                                    | لم يتأهل                              | لم يتأهل     |
| توم هال-بوتشر                       | سيف المبارزة الفردي للرجال الفئة A  | تيان (الصين)           | خ 2–5   | 11 تأهل | شيونغ (هونغ كونغ) · خ 10–15 | لم يتأهل                      | لم يتأهل                                    | لم يتأهل                              | لم يتأهل     |
| جوستين مور                          | سيف المبارزة الفردي للسيدات الفئة B | ماكريتسكايا (بيلاروس)  | ف 5–2   | 11      | —                           | لم تتأهل                      | لم تتأهل                                    | لم تتأهل                              | لم تتأهل     |
| جوستين مور                          | سيف المبارزة الفردي للسيدات الفئة B | بريزي-بايتيك (ألمانيا) | خ 1–5   | 11      | —                           | لم تتأهل                      | لم تتأهل                                    | لم تتأهل                              | لم تتأهل     |
| جوستين مور                          | سيف المبارزة الفردي للسيدات الفئة B | جانا (تايلاند)         | خ 0–5   | 11      | —                           | لم تتأهل                      | لم تتأهل                                    | لم تتأهل                              | لم تتأهل     |
| جوستين مور                          | سيف المبارزة الفردي للسيدات الفئة B | داني (المجر)           | خ 1–5   | 11      | —                           | لم تتأهل                      | لم تتأهل                                    | لم تتأهل                              | لم تتأهل     |
| جوستين مور                          | سيف المبارزة الفردي للسيدات الفئة B | فاسيليفا (روسيا)       | خ 3–5   | 11      | —                           | لم تتأهل                      | لم تتأهل                                    | لم تتأهل                              | لم تتأهل     |
| جوستين مور                          | فردي السيدات سلاح الشيش ب           | ميشوروفا (روسيا)       | خ 2–5   | 10      | —                           | لم تتأهل                      | لم تتأهل                                    | لم تتأهل                              | لم تتأهل     |
| جوستين مور                          | فردي السيدات سلاح الشيش ب           | بريزي-بايتيك (ألمانيا) | خ 0–5   | 10      | —                           | لم تتأهل                      | لم تتأهل                                    | لم تتأهل                              | لم تتأهل     |
| جوستين مور                          | فردي السيدات سلاح الشيش ب           | بالفي (المجر)          | ف 5–4   | 10      | —                           | لم تتأهل                      | لم تتأهل                                    | لم تتأهل                              | لم تتأهل     |
| جوستين مور                          | فردي السيدات سلاح الشيش ب           | زهو (الصين)            | خ 2–5   | 10      | —                           | لم تتأهل                      | لم تتأهل                                    | لم تتأهل                              | لم تتأهل     |
| جوستين مور                          | فردي السيدات سلاح الشيش ب           | لوكيانينكو (أوكرانيا)  | خ 4–5   | 10      | —                           | لم تتأهل                      | لم تتأهل                                    | لم تتأهل                              | لم تتأهل     |
| ديفيد هيتون كريغ مكجان سيمون ويلسون | فريق الرجال المفتوح                 | —                      | —       | —       | —                           | هونغ كونغ (HKG) · خ 19–45     | نصف النهائي 5–8 · روسيا (RUS) · خ 15–45     | التصنيف 7–8 · المجر (HUN) · خ 12–45   | 8            |
| جما كوليس غابي داون جوستين مور      | فريق السيدات المفتوح                | —                      | —       | —       | —                           | هونغ كونغ (HKG) · خسارة 26–45 | نصف النهائي 5–8 · روسيا (RUS) · خسارة 28–45 | تصنيف 7–8 · فرنسا (FRA) · خسارة 33–45 | 8            |

ملاحظة: تم تصنيف الترتيب من مجموعات التصفيات كترتيب عام ضد جميع المتنافسين الآخرين.

## الرغبي على الكراسي المتحركة

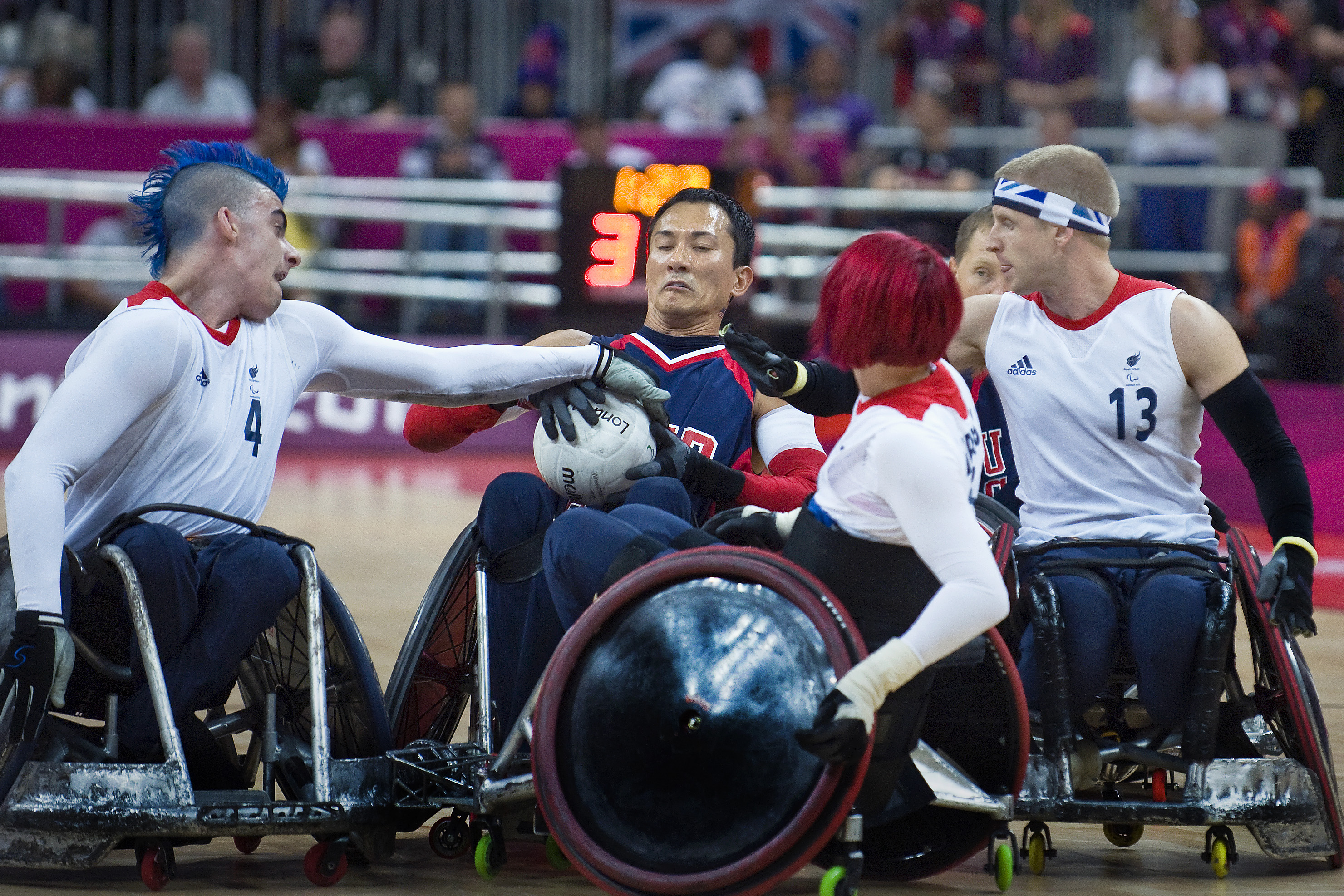
فريق الرغبي البريطاني للكراسي المتحركة في مواجهة ضد الولايات المتحدة في مباراتهم الافتتاحية.

تأهلت بريطانيا العظمى للمشاركة في الرغبي على الكراسي المتحركة بصفتها الدولة المستضيفة. تم تسمية فريق مكون من 11 لاعباً، حيث عاد خمسة رياضيين من ألعاب 2008، حيث احتل الفريق المركز الرابع. لم يتأهل الفريق إلى نصف النهائي بعد الهزائم أمام الولايات المتحدة واليابان في مرحلة المجموعات. وواصلت بريطانيا تحقيق الانتصارات في مباريات التصنيف ضد بلجيكا والسويد لتنهى المنافسة في المركز الخامس.
| قائمة الفريق | مرحلة المجموعات                | مرحلة المجموعات | نصف النهائي                          | النهائيات                      | النهائيات |
| قائمة الفريق | المعارضة النتيجة               | المرتبة         | المعارضة النتيجة                     | المعارضة النتيجة               | المرتبة   |
| --- | ------------------------------ | --------------- | ------------------------------------ | ------------------------------ | --------- |
| من: - ديفيد أنتوني - آندي بارو - ستيف براون - جوني كوغغان - كايل جرايمز - بلبل حسين - مايك كير - روس موريسون - مايلز بيرسون - آرون فيبس - مانديب سيمي | الولايات المتحدة · خسارة 44–56 | 3               | نصف النهائي 5–8 · بلجيكا · فوز 54–49 | تصنيف 5–6 · السويد · فوز 59–47 | 5         |
| من: - ديفيد أنتوني - آندي بارو - ستيف براون - جوني كوغغان - كايل جرايمز - بلبل حسين - مايك كير - روس موريسون - مايلز بيرسون - آرون فيبس - مانديب سيمي | فرنسا · فوز 57–50              | 3               | نصف النهائي 5–8 · بلجيكا · فوز 54–49 | تصنيف 5–6 · السويد · فوز 59–47 | 5         |
| من: - ديفيد أنتوني - آندي بارو - ستيف براون - جوني كوغغان - كايل جرايمز - بلبل حسين - مايك كير - روس موريسون - مايلز بيرسون - آرون فيبس - مانديب سيمي | اليابان · خسارة 39–51          | 3               | نصف النهائي 5–8 · بلجيكا · فوز 54–49 | تصنيف 5–6 · السويد · فوز 59–47 | 5         |

مرحلة المجموعات
Wheelchair rugby at the 2012 Summer Paralympics
Wheelchair rugby at the 2012 Summer Paralympics
Wheelchair rugby at the 2012 Summer Paralympics
Wheelchair rugby at the 2012 Summer Paralympics
نصف النهائي 5–8
Wheelchair rugby at the 2012 Summer Paralympics
تصنيف 5–6
Wheelchair rugby at the 2012 Summer Paralympics

## تنس الكراسي المتحركة
من بين الرياضيين العشرة الذين تم اختيارهم للتنافس في تنس الكراسي المتحركة، شارك سبعة منهم في عام 2008، بما في ذلك بطل بطولة البارالمبية الفردية لمرتين في الكواد بيتر نورفولك. في منافسات الفردي، لم يتجاوز أي متسابق بريطاني مرحلة ربع النهائي. حيث خسر حامل لقب فردي الكواد، بيتر نورفولك، في ربع النهائي أمام شراجا واينبرغ من إسرائيل بثلاث مجموعات، بينما وصل المصنف التاسع غوردون ريد والمصنفة الثامنة لوسي شوكر إلى ربع النهائي في الفردي للرجال والفردي للسيدات على التوالي.
بيتر نورفولك وأندرو لابثورني فازا بالميدالية الفضية في منافسات الزوجي الرباعي، حيث خسروا المباراة النهائية ضد الأبطال المدافعين نيكولاس تايلور وديفيد واجنر من الولايات المتحدة في ثلاث مجموعات. وفازت لوسي شوكر وجوردان وايلي بالميدالية البرونزية في زوجي السيدات بعد خسارتهما للمجموعة الأولى وإنقاذ نقطة مباراة في نهائي الميدالية البرونزية ضد التايلانديتين ساكورون خانثاسيت وراتانا تيشامانووت.
| الرياضي (التصنيف)               | الحدث                         | جولة 64                               | جولة 32                                      | جولة 16                                        | ربع النهائي                                       | نصف النهائي                                      | النهائي / BM                                                      | النهائي / BM |
| الرياضي (التصنيف)               | الحدث                         | الخصم النتيجة                         | الخصم النتيجة                                | الخصم النتيجة                                  | الخصم النتيجة                                     | الخصم النتيجة                                    | الخصم النتيجة                                                     | الترتيب      |
| ------------------------------- | ----------------------------- | ------------------------------------- | -------------------------------------------- | ---------------------------------------------- | ------------------------------------------------- | ------------------------------------------------ | ----------------------------------------------------------------- | ------------ |
| أليكس جيويت                     | فردي الرجال                   | سيدا (اليابان) (13) · خسر 2–6، 0–6    | لم يتقدم                                     | لم يتقدم                                       | لم يتقدم                                          | لم يتقدم                                         | لم يتقدم                                                          | لم يتقدم     |
| ديفيد فيليب سون                 | فردي الرجال                   | ديمبي (كندا) · فاز 6–2، 6–2           | ليجنر (النمسا) (15) · فاز 6–3، 6–2           | كونيدا (اليابان) (2) · خسر 0–6، 2–6            | لم يتقدم                                          | لم يتقدم                                         | لم يتقدم                                                          | لم يتقدم     |
| مارك مك كارول                   | فردي الرجال                   | إيجبرينك (هولندا) (14) · خسر 4–6، 3–6 | لم يتقدم                                     | لم يتقدم                                       | لم يتقدم                                          | لم يتقدم                                         | لم يتقدم                                                          | لم يتقدم     |
| غوردون ريد (9)                  | فردي الرجال                   | ميكي (اليابان) · فاز 6–1، 6–2         | رودريغس (البرازيل) · فاز 6–0، 6–0            | أولسون (السويد) (6) · فاز 7–5، 6–4             | شيفرز (هولندا) (3) · خسر 3–6، 3–6                 | لم يتقدم                                         | لم يتقدم                                                          | لم يتقدم     |
| لويز هانت                       | فردي السيدات                  | —                                     | Kamiji (اليابان) · خ 1–6، 1–6                | لم تتقدم                                       | لم تتقدم                                          | لم تتقدم                                         | لم تتقدم                                                          | لم تتقدم     |
| لوسي شوكر (8)                   | فردي السيدات                  | —                                     | Lauro (إيطاليا) · ف 6–2، 6–1                 | Kaiser (الولايات المتحدة) · ف 6–0، 6–2         | Griffioen (هولندا) (3) · خ 4–6، 2–6               | لم تتقدم                                         | لم تتقدم                                                          | لم تتقدم     |
| جوردان وايلي                    | فردي السيدات                  | —                                     | Khanthasit (تايلاند) · خ 3–6، 4–6            | لم تتقدم                                       | لم تتقدم                                          | لم تتقدم                                         | لم تتقدم                                                          | لم تتقدم     |
| جيمي بيرديكين                   | فردي الرباعية                 | —                                     | —                                            | جيرشوني (إسرائيل) (2) · خ 6–3، 3–6، 3–6        | لم يتقدم                                          | لم يتقدم                                         | لم يتقدم                                                          | لم يتقدم     |
| أندرو لابثورني (4)              | فردي الرباعية                 | —                                     | —                                            | ملعب صلب (السويد) · خ 7–5، 3–6، 3–6            | لم يتقدم                                          | لم يتقدم                                         | لم يتقدم                                                          | لم يتقدم     |
| بيتر نورفولك (3)                | فردي الرباعية                 | —                                     | —                                            | موروإيشي (اليابان) · ف 6–0، 6–0                | وينبرج (إسرائيل) · خ 6–3، 5–7، 0–6                | لم يتقدم                                         | لم يتقدم                                                          | لم يتقدم     |
| أليكس جويت ديفيد فيليبسون       | زوجي الرجال                   | —                                     | أفانتي، · بيلليجرينا (سويسرا) · فوز 6–3، 6–2 | هودت، · جيريمياسز (فرنسا) (1) · خسارة 0–6، 2–6 | لم يتقدموا                                        | لم يتقدموا                                       | لم يتقدموا                                                        | لم يتقدموا   |
| مارك مكارول غوردون ريد (7)      | زوجي الرجال                   | —                                     | بدارد، · دمب (كندا) · فوز 6–3، 6–1           | دينايير، · جيرار (بلجيكا) · فوز 6–4، 6–3       | كتانيو، · بيفير (فرنسا) (4) · خسارة 6–7(4–7)، 4–6 | لم يتقدموا                                       | لم يتقدموا                                                        | لم يتقدموا   |
| لوسي شوكر جوردان وايلي (3)      | زوجي السيدات                  | —                                     | —                                            | استراحة                                        | إليربروك، · كروجر (ألمانيا) · فوز 6–3، 6–3        | خريفيون، · فان كوت (هولندا) (2) · خسارة 4–6، 3–6 | خانثاسيت، · تيشامانييوات (تايلاند) · فوز 6–7(8–10)، 7–6(7–2)، 6–3 | الثالث       |
| أندرو لابثورني بيتر نورفولك (1) | زوجي الكراسي المتحركة الرباعي | —                                     | —                                            | —                                              | وداع                                              | كاوانو، · مورويشي (اليابان) · فوز 6–2، 6–2       | تايلور، · فاغنر (الولايات المتحدة) (2) · خسارة 2–6، 7–5، 2–6      | الثاني       |

## عرض النصر
أقيم عرض احتفالي في 10 سبتمبر 2012 احتفالاً بالألعاب الأولمبية والبارالمبية.

## طالع
- الألعاب البارالمبية الصيفية 2012